# 奇幻貓頭鷹小屋角色列表
奇幻貓頭鷹小屋角色列表是收錄迪斯尼動畫系列奇幻貓頭鷹小屋中登場多次登場角色之列表，原創作者為達娜·泰瑞斯。以下角色中文譯名以Disney+中文(繁體)字幕版為主。

## 總覽
| 配音員             | 角色                     | 登場            | 登場     | 登場     |
| 配音員             | 角色                     | 1               | 2        | 3        |
| 主要角色           | 主要角色                 | 主要角色        | 主要角色 | 主要角色 |
| ------------------ | ------------------------ | --------------- | -------- | -------- |
| 莎拉-妮可·羅夫萊斯 | 露絲·諾西達              | 主演            | 主演     | 主演     |
| 溫蒂·馬利克        | 伊丹琳（伊丹）·克勞索    | 主演            | 主演     | 主演     |
| 艾力克斯·赫希      | 魔王·克勞索              | 主演            | 主演     | 主演     |
| 艾力克斯·赫希      | 呼啼                     | 主演            | 主演     | 群演     |
| 塔蒂·嘉布莉兒      | 薇樂·帕克                | 群演            | 群演     | 主演     |
| 易沙克·萊恩·布朗   | 賈斯·波特                | 群演            | 群演     | 主演     |
| 梅·惠特曼          | 雅蜜蒂·布萊              | 群演            | 群演     | 主演     |
| 西西·瓊斯          | 莉莉絲·克勞索            | 常設            | 群演     | 群演     |
| 馬修·瑞斯          | 霸羅斯大帝/菲利普·威特班 | 常設            | 群演     | 主演     |
| 澤諾·羅賓遜        | 杭特/金衣衛              | 沒有台詞        | 群演     | 主演     |
| 阿維·羅克          | 瑞恩·威斯柏斯            | Does not appear | 群演     | 群演     |
| 伊麗莎白·格魯倫    | 卡蜜拉·諾賽達            | 客串            | 常設     | 主演     |
| 芙烈達·沃夫        | 收集者                   | Does not appear | 常設     | 主演     |
| 米凱拉·迪耶茲      | 小五                     | Does not appear | 常設     | 群演     |

1. ↑  娜塔莉·帕拉米德斯（英语：Natalie Palamides）聲演年輕時的伊丹
2. ↑  達娜·泰瑞斯聲演年輕時的魔王
3. ↑  卡特·瓊斯聲演年輕時的賈斯。
4. ↑  阿比蓋爾·佐伊·劉易斯聲演年輕時的莉莉絲。
5. ↑  亞歷克斯·勞瑟（英语：Alex Lawther）聲演年輕時的菲利普。
6. ↑  巴·里奧藍（英语：Blu del Barrio）聲演年輕時的瑞恩。
7. ↑  初為常設角色，他們在第2季第15集〈這就是人生，孩子〉中晉升為主演

## 主要角色

### 露絲·諾西達（Luz Noceda）
本作的主角。一個14歲的非裔多明尼加裔美國少女，來自康乃狄克州的格雷夫斯菲爾德，性格活潑開朗，由媽媽卡米拉撫養長大，爸爸曼尼在露絲小時候就過世了。擅長於繪畫和寫作，但總是因為她天馬行空的想法而在學校闖禍，因此被媽媽在別無選擇下送往「面對現實夏令營(Reality Check Camp)」，在去夏令營的途中時被一隻貓頭鷹搶走了自己最愛的故事書，在追逐貓頭鷹過程中誤入了怪奇魔界(Demon Realm)，最終在伊丹燒燬故事書前奪回。
在伊丹的照顧下到海克賽魔法學院學習魔法，夢想成為一位女巫，對魔法和奇幻的事物十分著迷，雖然身旁有許多人常常以她的人類身份來勸說她無法學習魔法或鄙視她，但露絲總是樂觀面對，自己也成功透過紙畫圖畫出靈符(Glyphs)來施展法咒，其中光是第一個學會的靈符。
露絲熱愛所有魔法和神奇的事物，甚至在正式接受訓練之前就想成為一名女巫。由於經常覺得自己不合群，這導致每次搞砸時，自我價值感就會變得很差和渴望被他人視為特別和有價值的人，同時暗示自己過低情結自尊導致她有一種內疚和愧疚的情感。
露絲了解到她可以透過繪製她在環境中看到的字形以及透過女巫施放的咒語圈來施展魔法來使用魔法。正式成為海克賽學生後，她對學生不得學習超過一種魔法感到失望。然而後來，在留課生的幫助下，露絲從一隻偽裝成大帝巫會督察的食魔法大蛇怪手中拯救了學校。結果這使邦普校長確信混合魔法並不壞，並讓其他問題學生學習多個曲目，露絲成為第一個正式允許從所有曲目學習魔法的學生。露絲同時也是繼伊丹之後第二位在海克賽學院主修所有九種魔法的人。（之前校規規定每一學生只能主修九種中的一種）
因為伊丹詛咒日益嚴重而打算到皇家社偷治癒帽，失手被莉莉絲擒獲當成餌誘，導致前來營救的伊丹用盡魔法被抓，因而對此相當自責。在第一季結尾，霸羅斯皇帝以用去人界傳送門交換做條件放過伊丹而交出傳送門但最後被迫用計將其炸毀以防止，間接導致自己失去回家方法唯一途徑。
第二季不斷尋找返回人類世界的方法，同時開始教導伊丹及莉莉絲如何用靈符施展魔法，並從伊丹母親口中得知曾經有其他人類在魔法世界生活。最初亦因內疚而拚命在工作下補償伊丹(比如做海盜)。同時被雅蜜蒂救下後開始喜歡上她，甚至專程到圖書館偷望對方。兩人在〈敲敲呼啼的心門〉中成為情侶。
她不知道的是，與卡蜜拉住在一起時，有一個分身冒充她。在第二季第十集〈昨日的謊言〉中，露絲最後透過傳送門見到了她的母親，並發現一隻名叫維的年輕蛇怪冒充了她。在說服她的母親照顧她和向她坦白後，露絲無意中給人留下了她想要離開她的印象，並因內疚而答應母親回到人類世界後不會再離開。當她被迫返回怪奇魔界時，她向她保證她會回來並留在地球上。露絲最終告訴了伊丹和魔王，但忽略了向其他人提起這件事，直到雅蜜蒂找到了她的手機並詢問她發生了什麼事。
露絲也同時常用手提電腦做日記，記錄過去往事。
在第二季第十四集〈伸出援手〉中，透露了她的父親在她很小的時候就去世了，她每年都會收集鮮花到父親的墳墓來紀念他。在第三季時，卡蜜拉在用做記錄過去往事日記的手提電腦中，揭露露絲自父親在醫院休養期間，父親給了阿蘇拉故事書予露絲作為去世前的紀念品，使自己及後迷上了故事書內的主角阿蘇拉，並把阿蘇拉當成自己夢想成為的目標，有時還會稱自己為"露蘇拉"。
到第二季後部分，露絲開始因為怪奇魔界的大一統紀念日一事，加上對於魔法有轉烈(惟是霸羅斯皇帝正使用她)，因此對所有在怪奇魔界的日子有後悔感。
後來在第二季結尾時，露絲制定了一項計劃，利用賈斯的幻象偽裝成杭特，讓自己被琪琪魔拉抓獲，以幫助破壞大一統紀念日。露絲設法阻止了大一統紀念日，但被迫將魔王和伊丹留在怪奇魔界，並與雅蜜蒂、賈斯、薇樂和杭特一起返回人界，並在那裡與母親團聚。
第三季第一集〈感恩有你們〉利用剪片向媽媽展示她和雅蜜蒂的關係，讓她興高采烈地接受。經過在人類世界的追尋後，成功找到回怪奇魔界的方法，並帶領雅蜜蒂、賈斯、薇樂等人和母親回到怪奇魔界，在海克賽對抗其其莫拉的途中發現自己真正想要的是「被理解」而讓護身法寶(Palismon)的蛋孵化成一隻變形蛇，取名為「Stringbean」(Snake-Shifter)獲得魔杖護身符。之後成功找到伊丹和魔王，並對收集者表現出了同情心，與他成為了朋友，亦得知魔王父親泰坦一直透過她自己的靈符魔法來幫助她。當霸羅斯擁有泰坦之心並試圖殺死島上的所有人時，露絲犧牲了自己來拯救收集者的生命。在中間領域遇到泰坦的靈魂後，露絲暫時獲得了他最後的力量，這使她復活，並讓她在伊丹、魔王和瑞恩的幫助下擊敗並摧毀了霸羅斯，但是卻讓自己再也不使用魔法(露絲身為人類本身沒有魔法，是依靠怪奇魔界上殘存的泰坦魔力發動靈符)，霸羅斯亦被怪奇魔界的雨溶化成液體。在大結局顯示收集者為她創建了一扇新的永久傳送門後，讓兩邊世界恢復通行，並使露絲能夠與她的朋友和家人一起同時生活在人類和怪奇魔界。在高中畢業後來到沸騰群島讀伊丹新創立的狂野魔法大學，選修所有科目，和雅蜜蒂還是在一起。在該劇的最後一幕中，當露絲年滿18歲時，每個人都為她舉辦了一場“King-ceañera”(拉丁裔成年禮)派對，以彌補她在自己前三個生日幫助大家重建怪奇魔界。她也了解到，雖然她最初的靈符魔法隨著泰坦逝去而消息，但成長中的魔王已經開發了新的靈符供她學習。
達娜·泰瑞斯曾說露絲這個角色源自與她一位同名為露絲的多明尼加裔室友，另外她表明露絲的性取向是雙性戀，亦是迪士尼首位被確認的雙性戀主角，一個泰瑞斯需要努力爭取的人物特徵。

### 伊丹琳（伊丹）·克勞索（Edalyn "Eda" Clawthorne）
露絲的魔法老師，自稱「貓頭鷹夫人」，會許多不同類型的魔法，同時也是島上最強大的女巫和一位通緝犯，在市場上會販賣來自人類世界的物品。
在故事前期有時雖有點不重視露絲，但其實十分關心著露絲，教學方式也有時跟魔法沾不上邊，而且教學時經常漫不經心。
以前年輕曾在海克賽學院上學過，是海克賽學院首位主修所有九種魔法的人，但老是天天闖禍，也因此與海克賽學院的邦普校長結下淵源，自己現在也因此十分討厭學校，她自稱不加入任何女巫公會，因為這會限制她使用不同的魔法。雖然她很高興看到露絲在事件發生後被禁止進入校園，但在意識到露絲想要學習更多知識後，她態度軟化了，並與邦普校長達成協議，允許露絲上課，承認她很關心關於露絲和她的幸福。
雖然教學方法常常是混亂且不協調的，她對魔法的理解比她表現出來的更深刻，能夠有效地執行強大的咒語，她的方法最終有助於露絲發現自己的魔法魔法。
伊丹最初聲稱她被稱為「貓頭鷹夫人」是因為她的家和擁有與貓頭鷹類似的特徵，但後來揭曉這是由於年輕時的一個詛咒導致她變成一個貓頭鷹外型的恐怖怪獸，並且必須每日喝下壓制詛咒的靈丹妙藥。平時需要服用一種特殊靈藥來緩和，如果沒有按時喝藥會變成沒有理智的貓頭鷹怪獸，甚至會傷害認識的人。因為詛咒副作用，腦袋砍掉也不會死，手腳掉落後能自由地接回。她的稱號來自於她年輕時曾被詛咒變成，在第一季的過程中，靈丹妙藥開始對她失去效力，變得更難阻止。
由於她的犯罪記錄，其中包括出售人類物品、不加入任何巫會和盜竊等罪行，女巫公會為抓捕她提供了龐大懸賞。
有一個姐姐莉莉絲，關係很複雜，因莉莉絲被怪奇魔界的皇帝霸羅斯委託抓住伊丹，兩人原為亦敵亦友的關係。雖然她們顯然彼此關心，但伊丹拒絕在巫師會下與她合作，並公開與莉莉絲鬥爭以保留她的自由。後來透露伊丹在年輕時曾想要加入巫師會，但由於莉莉絲想要，自己願意放棄夢想職位，可是她在爭奪職位前一晚被莉莉絲詛咒，而莉莉絲亦一直在努力打破詛咒。
在第一季最後，因為莉莉絲用露絲做人質而前去營救，最後無法在抗衡詛咒、徹底變成貓頭鷹怪物而被抓。在霸羅斯皇帝的魔法下以怪物型態保留人類意識送上刑場，最終在莉莉絲和露絲合作下獲救，並和莉莉絲離開巫師會和解。莉莉絲替自己分擔一半詛咒令伊丹變回人型但同時失去魔法，亦賦予他們兩隻不同顏色的眼睛。之後莉莉絲曾暫住貓頭鷹小屋一段時間，直到第二季後半跟隨其母親離開。
第二季因為失去傳送門不能販賣人類世界物品而開始打零工賺錢，並開始面對自己不再是全能的事實，向露絲學習魔法符號。在露絲幫助下，他們設法確保了塞爾基格里斯的安全，並在財政上有了保障。在〈往事知多少〉中，透露自己在魔王還是嬰兒時發現並收留了他，並在撫養他的過程中，無意中讓他相信他是魔王。
在〈母女連心〉中，她與自己和莉莉絲母親格溫多琳重聚，也顯露其實自己母親每年都會前來貓頭鷹小屋嘗試給她治癒詛咒，但全部都是旁門左道偏方而令她不勝其煩，之後亦讓她意識到自己一直在使用整體醫學來掩蓋她的詛咒的恥辱。
某次打零工時遇到另一支抵抗霸羅斯政權的組織義蝠隊(BATs)，再次與過去的朋友和前伴侶瑞恩見面，一度想加入，暗示她仍然對其有感情。但是因為露絲和魔王而遲疑，不過發現伊丹的詛咒也腐蝕魔法的能力、甚至可以抵抗霸羅斯大帝的吸盡咒，但之後兩人被達利亞斯和艾波狼追殺、以瑞恩自我犧牲而再次分開。
在〈敲敲呼啼的心門〉中，自己意識到她對詛咒的恐懼導致她將那些親近的人推開。在夢中面對自己貓頭鷹野獸的一面後，她與之休戰並獲得了轉變成哈耳庇厄般貓頭鷹生物的能力。
在第二季後半，在呼啼幫助下跟詛咒中的貓頭鷹怪獸和解後能變身成鳥身女妖。在第二季最後參與反叛組織戰貓會解決吸盡咒的計畫，並允許自己被戰貓會打上吟遊詩人印記，這樣她就可以潛入並擾亂儀式。但不幸失敗、被霸羅斯的魔法束縛，瑞恩為不讓伊丹被吸盡咒崩解而取下伊丹的右臂，讓烙有巫會印記的右臂消散掉。
在第三季剛開始的時間點沒有跟隨露絲一行人到達人類世界，而是在魔王的哄騙下，讓收集者誤以為自己被困在貓頭鷹野獸型態，不過實際上和莉莉絲躲在收集者的檔案館裡。在露絲回到怪奇魔界後與其和魔王重聚，共同努力幫助收集者，並在瑞恩的幫助下一起對抗並永遠摧毀了霸羅斯。
第三季結尾顯示伊丹成為怪奇魔界新成立的野魔法大學(University of Wild Magic)的校長、右手裝上鉤子義肢，也順利和瑞恩在一起。
馬利克將這個角色與她職業生涯中以前的角色進行了比較，“當我看到伊丹時，我立即想到'哦，那是我的女孩'......她甚至穿得有點像我在Just Shoot Me!《Just Shoot》中扮演的尼娜·範霍恩！”

### 魔王（King）
一個體型小，有著骷髏頭，外型像狼的惡魔，同時也是伊丹的室友，自稱是「惡魔之王」，嘴邊老是掛著"統治世界"或"臣服於我"之類的話，但經常被露絲和伊丹玩弄，伊丹甚至有一本書、記錄她和魔王的每一次賭局總是伊丹勝利，有時會教露絲一些有關惡魔的知識。個性看似殘暴強硬，對許多人都會以君主的口吻來交談，但對認為重要的人仍然會十分重視。雖然他很快就會取笑伊丹，但他關心她並想幫助壓制她的詛咒。
雖然不知道他是否真的是惡魔之王，但他確實有一種自信和霸道的態度，這意味著他曾經擁有過一些偉大。當他第一次見到露絲時，他最初很害怕她，但當她幫助他時，他對她產生了好感。魔王希望被視為“酷”，並聲稱自己對所有怪物和惡魔擁有豐富的知識，儘管其中一些可能是基於他自己的錯誤假設。無論怎樣，如果自己是錯的，他都願意承認自己不足。魔王表現得專橫且善於操縱，但每當他和他的朋友陷入危險時，他終究表現出英勇和關懷的一面。他的最終目標是獲得追隨者並擁有絕對權力，這導致他發現自己陷入了荒謬的境地，例如讓娃娃復活以執行他的命令，成為海克賽的教師，並利用伊丹的怪物形態來統治遊樂場。所有的努力通常都會導致他失去這種“力量”，一切都會恢復正常。儘管他性格暴躁，但他還是很關心露絲，每當她去海克賽或與其他人一起出去玩時，他都會想念她。
在第二季中，魔王的起源逐漸被揭露。在〈往事知多少〉一集中，魔王被揭露並不是惡魔之王，自己原來是伊丹從一個島上遺跡中帶出來。當時他還是個蹣跚學步的孩子，她被一個奇怪的無定形生物監視著，但她設法逃脫了。「惡魔之王」則是在撫養他的過程中，伊丹覺得有趣逗他玩無意間讓他相信他是惡魔之王。魔王知道真相後一度低落，直到想起自己出生場面後決定找回自己父母。他發現自己剛從蛋中孵化出來，並相信自己的父親是個重要人物，於是讓露絲重新接上自己的角，這樣他就可以保留一些記憶來尋找父親。在大獎賽(Gland Prix)上本來想和露絲贏得冠軍好利用受訪機會向全怪奇魔界廣播、跟自己的父親喊話，不過不幸指得到第四名，只好用伊丹的個人帳號上傳影片，也揭露改名成「魔王‧克勞索」，正式被伊丹收養為養子、令伊丹感動萬分。在〈敲敲呼啼的心門〉中，魔王承認他對父親離開他感到不安，並發現他可以發出迴響。
在第二季後段在泰坦獵手之島上揭露其真實身份是最後一隻倖存的泰坦。因為其身為泰坦的血脈而不會被收集者的能力影響，並且其能力會隨著成長不斷增強。這個消息影響了他的情緒，他開始質疑自己的目標；直到與前盟會守衛史蒂夫會面後，他才開始接受自己。
魔王在第二季結尾釋放了他父親過去封印的收集者，阻止了大一統紀念日的到來。隨後，魔王將露絲和她的朋友送往人類領域，以保護他們免受收集者遊戲的侵害。
在第三季中，當魔王作為他選擇的玩伴與收集者共度時光時，他開始明白收集者是被誤導，而不是惡意傷害別人的，並阻止了伊丹和莉莉絲試圖重新監禁他。露絲回來後，魔王和伊丹與她重聚，並幫助她與收集者成為朋友並一勞永逸地摧毀霸羅斯。
在大結局時略有長大，也顯示雖然怪奇魔界的符文因為泰坦(魔王的父親)離去而無法再作用，但可能會隨著魔王的不斷成長，自己的泰坦力量而讓符文可以重新運作，也讓魔王用和原本的光符文不同的圖樣使出了光魔法，創建一個新的字形系統，並開始教導露絲。

## 主要配角

#### 猫头鹰之屋(The Owl House)
- 呼啼（Hooty）

露絲，伊丹和魔王所居住的一棟有生命的房子，頭部是門上的圓環，脖子可以無限伸長，會感受到疼痛也會有情緒，時常對露絲等人說一些令人尷尬的話。通常，當家裡沒人時，他就會出現奇怪的行為。儘管如此，他還是有能力照顧自己，曾獨自擊退一隊士兵，表明有相當戰鬥力。
外表像一隻西倉鴞，第一集時出入是用嘴巴，但後面都是普通的開關門。透過伸展脖子運用用貓頭鷹頭的門環與周圍的世界互動。
曾因露絲舉辦「月光魔法會」被賦予力量而繳活，伸出兩隻鳥類雙腳活動。可以走來走去，就像芭芭雅嘎的小屋一樣。
呼啼有一個習慣，希望被視為神秘或神秘，他透過向人們出謎語來做到這一點，但這通常會導致他受傷。他顯然感受到了影響房子本身的一切。有次他的門被扯掉，導致他失去意識。然而，在該集結束時，他恢復了意識。
第二季第一集為了幫助來到貓頭鷹小屋的莉莉絲而跟火蜜蜂打架，和其成為朋友，並贏得她的尊重。第三集展示便攜形態，拆卸過程並沒展示但從旁觀者反應觀測應該相當噁心。當莉莉絲決定離開貓頭鷹屋時，呼啼變得心煩意亂。
第八集嘗試幫助露絲，伊丹和魔王擁接納們的恐懼並繼續前進。如幫魔王做生物保健、讓伊丹深層睡眠以及為露絲製造與雅蜜蒂的浪漫約會。在第三季大部分的時間都是被收集者變形成小丑盒造型的玩具，直到最後恢復。在大結局顯示其之後就一直以便攜型態由莉莉絲揹著。
呼啼表示他屬於蟲類惡魔。在〈巫會節大遊行〉中，透露他有能力去除皮膚以露出骨骼。
特別篇中展示不會分辦畫像和真人。
- 奧伯特（Owlbert）

一隻矗立在伊丹魔杖上有生命的貓頭鷹護身法寶，伊丹以古木(ancient Palistrom tree)雕刻製造的，右腳下有個可以幫助固定在魔杖上的孔，通常在她的魔杖中處於最高位置，但也可以獨立活動並活動。不會說話，只會發出嗚嗚叫聲，不過具有一般等級的智慧和一定程度的情緒表達能力。露絲不小心摔傷了他的頭後，他最初很害怕，但後來學會了原諒她。

#### 露絲的朋友
- 薇樂·帕克（Willow Park）

一個在海克賽學院上學的學生，露絲的好友之一，最早在第一季第三集登場，是露絲進入海克賽學院的重要契機。雙親是兩位男性，身材豐腴，戴眼鏡。在海克賽學院修習阿霸米納怪學科，遇見露絲後，兩人試圖改善她的形象。最終薇樂被迫使用她的植物魔法來拯救露絲，後來她出色的植物魔法被邦普校長欣賞下，把她轉讀植物魔法系。從那時起，薇樂克服了自身的害羞和不安全感，變得自信和冷靜，為露絲的古怪和賈斯的過度自信充當了理性的聲音。擅長植物類型的魔法。在學校曾經被資優生雅蜜蒂和芭莎等人瞧不起，甚至被叫做「半女巫薇樂」(Half-Witch-Willow)，因此與露絲和賈斯為好友。在護身法寶領養日領養了一隻蜜蜂型護身法寶可洛芙(Clover)。
與雅蜜蒂為兒時玩伴，但因為雅蜜蒂的父母認為她魔法資質不好而不讓她和雅蜜蒂見面，甚至會讓薇樂被海克賽學院開除，雅蜜蒂也因此與她劃清界線，甚至由段時間會欺負薇樂在阿霸米納怪上的糟糕表現，不過在第十五集〈友情修復記〉中因為雅蜜蒂和露絲一起修復薇樂因魔法而失去的記憶，並知道真正原委，便開始跟雅蜜蒂重修舊好，儘管有些學生如芭莎仍會挑剔她。之後小段時間裡，雅蜜蒂希望能夠在危機下保護她，不過薇樂不需要雅蜜蒂的保護，而是想讓雅蜜蒂知道她已經強大到有自我保護的能力。在和雅蜜蒂和解後，在雅蜜蒂幫助下薇樂紮成兩尾頭髮，也更換上新金色眼鏡。
她表現出相當的克制，雖然她想使用綠拇指手套來擴展她的植物能力，但她立即將其歸還，儘管她最後有使用它來幫助露絲。
在第二季中，薇樂差點被開除，這一事件讓她的兩位父親感到震驚。雖然哈維表現得非常呵護和勤奮好學，但吉爾伯特卻秘密地允許她逃跑以幫助她的朋友。在〈尋找神隊友〉中，她與賈斯、斯卡拉、文尼和隱藏姓名的杭特組成了一支飛行德比賽隊。儘管後者背叛了他，他還是改過自新並拯救了他的朋友，這讓薇樂更加感激他。
在第二季最後跟著露絲等人回到人類世界，在第三季的時間點已經在人類世界住了數月，並用一台卡蜜拉給的拍立得相機紀錄大家的日常生活，也跟雅蜜蒂等人找出返回怪奇魔界所需要的泰坦寶血(Titan's Blood)，並了解杭特是複製人。她最終回到怪奇魔界，她終於勇敢面對芭莎，並在杭特（她被暗示迷戀的人）的幫助下克服了自我懷疑。在第三季結尾顯示其長大後成為飛帚大賽的職業運動員，跟杭特成為情侶。
在達娜·泰瑞斯解釋下，薇樂每天都會做熱身運動，可見她在第二季後期進行多個伸展，亦這樣開始強壯。達娜‧泰瑞絲在2023年4月28號的直播上確認薇樂是泛性戀。
- 阿賈斯特（賈斯）·波特（Augustus "Gus" Porter）

一個在海克賽學院上學的幻術糸學生，精通幻術魔法，擅長用幻術製造分身，與露絲和薇洛為好友。
本身為跳級生，這解釋了為什麼他的明顯比露絲和薇樂等人年輕。
他對人類文化著迷，第一次見到露絲時感到驚訝。為前任人類研究暨欣賞社的社長，但本身缺乏人類常識，例如擊掌和綽號，並且在露絲告訴他她認識一個名字相似的人後，他很快就被稱為賈斯。在和麻沙勒慕爭奪社長位置時，為維護自己作為社長尊嚴揚言帶人類回校而騙了露絲，結果因逃離留校察看而被邦普校長免職。
賈斯很有自信，但也尋求別人的認同。儘管如此，他還是保持自信，而且似乎並不害怕說出自己的想法。當用神諭球展示自己「最好的自己」時，他的幻術分身說“永遠是[他的]最好的”自己”，這個消息讓他感動落淚。他的父親佩里是BBN-HXN的新聞記者。
第二季中明顯長大，據本人說法是"女巫青春期"。當他幫助一位被稱為「鏡子遺跡守護者」的幻術大師時，他也開始磨練自己的幻術能力。在領養護身法寶的活動上德到自己的護身法寶，一隻名為「Emmiline Bailey Marcostimo」的變色龍，超長的名字由來其實是一些第二季編劇的名字綜合起來形成的。在第二季前期一度因為幫助薇樂解決精靈問題失敗而對自己的能力和幻術魔法產生質疑，曾經和麻沙勒慕的格蘭達斯前同學起衝突，不過最後和麻沙勒慕一起解決問題、就此和解。在幻象能力上有顯卓進步。第二季後期，賈斯加入薇樂的飛行德比賽隊並與杭特成為朋友，儘管他試圖背叛他們。在〈幻術迷宮〉一集中，揭露賈斯小時候因為跳級的關係，大家只是利用他的智力的情況下很難交朋友的經歷。在薇樂成為他第一個真正的朋友，並教他一種呼吸技巧，而賈斯後來與杭特分享了這項技巧。他的幻象能力也被證明是相當強大的，但如果他感到壓力或不安，自身非常強大的幻象能力就會變得不受控制，甚至能夠令幻象魔法的巫會會長感到震撼。及後他與杭特成了真心知己。
在第二季最後跟著露絲等人回到人類世界，在第三季的時間點已經在人類世界住了數月，和杭特一起入坑卡蜜拉的科幻作品收藏的粉絲，並在跟隨大家重返怪奇魔界後打退收集者及霸羅斯。長大後在新成立的野魔法大學教授人類領域的相關學科。
- 雅蜜蒂·布萊（Amity Blight）

雅蜜蒂是海克賽學院的資優生，修習阿霸米納怪學科。雅蜜蒂的身高體型和露絲相近，在故事一開始綁著綠色頭髮的髮髻，但是髮根部分呈現棕色，後來揭露是媽媽奧達莉亞要求她染的，第二季後半在姊姊的建議下改成淡紫色。一開始的個性冷酷、自傲、且小家子氣，欺負那些她認為不如她的人。但後來逐漸展現出其個性好的一面。有一隻名為「鬼鬼(Ghost)」的白貓魔杖護身符。 　　
雅蜜蒂是怪奇魔界上的大家族布萊家族的一員。她和父母的關係在故事一開始並不好，父母還會試著控制她的交友、讓她和薇樂決交、並和絲凱拉、芭莎等人交友。和兄姊愛梅拉和艾崔克關係不錯，儘管他們常常捉弄她，但還是關心她的。在第二季後段和不擅表達情感的父親阿拉度在怪奇魔界拳擊大賽後談開心結，坦承成為巫會會長是母親奧達莉亞的意願而不是個人想法，也揭露其綽號「Mitten（可譯為小貓，或是連指手套）」的由來是因為小時候阿拉度幫她用阿霸米納怪做的連指手套。
雅蜜蒂在父母安排下由莉莉絲作魔法老師，自看到莉莉絲詛咒伊丹後失去對莉莉絲的信任，不過在第三季第三集在眾人長大後已經化解心結。
一開始認識露絲時因她幫助薇樂完成作業，而無意中讓她在老師和班普校長面前失去了冷靜；當她差點殺死露絲時，她也失去了資優生生的頭銜。這使她與露絲有過節並且歧視露絲，責怪她給她帶來麻煩，嘲笑她成為女巫的夢想。這導致露絲向她發起一場女巫決鬥，這將決定露絲是否能繼續進行女巫訓練。然而，當雅蜜蒂被揭露間接協助莉莉絲的欺騙行為時，她跑開並猛烈抨擊露絲，指責她在大帝巫會面前羞辱她並在學校讓她難堪，同時感嘆她給自己施加了多大的壓力來成為最好的。然而，當露絲在試圖安慰她表現出善意時，她感到驚訝，並允許她繼續魔法訓練。在兩人的女巫對決後逐漸與露絲改善關係並交好，並聲稱她正在嘗試了解露絲，對露絲展現了她溫暖的一面。在第一季中段（第七集）裡因為露絲跟兄姐跑到自己的秘密基地還拿走自己的日記而覺得露絲是只想看自己出醜的惡霸，但在露絲嘗試在怪物手上拯救自己時理解露絲是好人不過做事不經大腦搞砸事情，及後跟露絲和解及表示她和露絲一樣喜歡"好女巫阿蘇拉"系列的魔法書。在意識到自己的態度無濟於事後，她也決定反思自己先前的敵意行為。從此，雅蜜蒂的性格從公開的仇恨轉變為真誠的友善，儘管自己開始在露絲身邊表現緊張。在第一季後段(第十五集〈友情修復記〉)不小心燒毀了薇樂的所有記憶，為了彌補錯誤並與露絲攜手進入薇樂的腦海幫其恢復原狀，亦透露雅蜜蒂一直在她父母的控制影響下行事，她的母親奧達莉亞在情感上虐待她，她勒索她拋棄薇樂。雖然她似乎對加入大帝巫會感到很興奮，但更多是奧達莉亞操縱她。在露絲的情感支持下，最後也和薇樂重頭當朋友，結束她與芭莎的被迫聯繫。在第一季第十六集〈心驚驚武會〉中，想要寫信邀請露絲一起跳舞，但不敢表達，也懼怕面對會變形的「武會怪」（Grom），因為擔心武會怪會變成她最懼怕的事情﹙露絲拒絕跟她跳舞﹚，露絲因此在不清楚雅蜜蒂恐懼的情況下代替她當「武會女王」（Grom queen），並在本集最後和露絲跳舞並用魔法打敗了武會怪和露絲一起當了武會女王。之後(第十七集〈力抗惡霸女〉)和露絲說話開始會緊張，並向露絲提及她過去當迦勒奇魔球球隊隊長的事，也一直透露她有點喜歡露絲，最後和薇樂跟露絲一起組隊在比賽中對抗芭莎和她的校隊，但在比賽中和芭莎推擠導致她的腿骨折，並在比賽結束後用拐杖走到貓頭鷹小屋和露絲跟伊丹一起喝茶。從那以後，雅蜜蒂成為了自己的人，受到了她真正的朋友露絲、薇樂和賈斯的歡迎，並且在她身邊時似乎更能控制自己的情緒。
和母親奧達莉亞的關係最糟，在第二季前期，在家族企業的商品展示會上為了保護和朋友的合照而破壞了展示品，導致奧達莉亞─插手她學校交友狀況、和阿拉度以她產生了「不良影響」為由讓邦普校長不得不開除露絲等人，自己受到了指責，最後為了救回因試圖讓她和她的朋友們重返學校時，被騙去展示會當靶子的露絲，威脅了她的安危而奮起反抗母親，也破壞了原本戴在脖子上、和母親心靈感應用的項鍊，並讓自己的朋友回到了海克賽。
在第二季中期，她承認露絲的來臨讓她變得更好，並把她的頭髮重新染成了淡紫色，因為奧達莉亞強迫她把頭髮染成綠色，以與她的兄弟姐妹相配。及後第一次親了露絲的臉頰，證實了她對露絲的感情，儘管她後來為此感到尷尬。之後在〈敲敲呼啼的心門〉一集中，被呼啼為了搓合露絲和雅蜜蒂而把她綁架到地下室，經過一連串的意外後跟露絲告白正式在一起。第二季後半開始，露絲開始稱她甜甜小地瓜(Sweet Potato)，和露絲的關係更親密，也開始學習少量的西班牙語，在第二季第二十集和露絲接吻了。
在第一季大結局時因為骨折不能去霸羅斯皇帝的宮殿參觀、也因此未捲入大事件。有一份圖書館館長麥法斯給的工作，工作內容包括唸書給小朋友聽、站櫃台等等，還有自己的研究室，在裏面有自己的日記，但在第二季前期(第五集〈廢墟冒險記〉)因幫助露絲進入禁書禁區而失去了在圖書館的工作。在第二季在泰坦湖被杭特奪走傳送門的鑰匙後就一直不喜歡金衣衛，後段願意和杭特成為朋友。在第二季中後期(第十四集〈伸出援手〉)希望和父親一樣成為怪奇魔界拳擊冠軍而參賽，並最終告訴阿拉度，加入大帝巫會只是奧達莉亞的夢想，但從來都不是她想要的，亦透露她正在和露絲約會。在〈山雨欲來風滿樓〉一集中，雅蜜蒂在得知她的母親一直知道並協助霸羅斯大一統紀念日的計劃後，失去對奧達莉亞的信任，並與她斷絕了關係。在第二季最後參與破壞霸羅斯大帝的計畫，但在收集者解除封印後和露絲等人一起來到人類世界。第三季第一集在人類世界和薇樂等人成功破解圖謎、找到泰坦寶血，在經歷和被霸羅斯附身的苦戰後返回怪奇魔界，雅蜜蒂亦發現芭莎想念她，但卻將她從自己生活中排除。在怪奇魔界和伙伴一起擊倒霸羅斯皇帝。在眾人長大後的畫面顯示其繼承父親的職業成為阿霸米納怪的工程師。
在負責創造雅蜜蒂的達娜·泰瑞斯解釋下，證明她的性向是同性戀，成為第一個被確認為女同性戀的迪士尼動畫主要角色。
- 杭特/金衣衛(Hunter/The Golden Guard):

戴金色面具的少年，現任金衣衛，個性隨和、務實，雖然威風凜凜、頑皮，但他是一位魔法奇才，莉莉絲離開後的大帝巫會領導者，在第一季第十九集受命監視貓頭鷹小屋，從第二季開始變成主要角色。
後來揭露為霸羅斯大帝收養的「姪子」，本名杭特 (Hunter)，一個沒魔力的巫師，施法全靠人工魔杖，不過其自小接受嚴格的訓練，體能優異。之後卻意外得到一個護身法寶，一隻紅色、名為酥餅(Flapjack)的鳥，並和其成為摯友，但在第三季和霸羅斯戰鬥時失去。
杭特在〈為友情而戰〉一集中拜訪布萊工業，為霸羅斯的軍隊購買了變形機器人，因為他表示霸羅斯不喜歡任何人建立未經授權的私人軍隊。
在第二季初期(〈護身法寶爭奪戰〉)第一次和露絲合作是在他試著綁走護身法寶，不過被琪琪魔拉襲擊的時候，和露絲一起被擊落，也在此集揭露他的長相、大概年齡、並獲得護身法寶酥餅。雖然他仍然忠於霸羅斯，但他確實表現出了感激和同情，意味著酥餅對他有很好的影響。他試圖強迫薇樂和她的飛行德比賽隊加入大帝巫會，向達力亞斯證明自己，但他意識到自己所做的是錯的，並救了他們，這為他贏得了達力亞斯的尊重，達力亞斯告訴特自己為他能交到同齡的朋友感到自豪。之後，他開始在帝皇集會中擔任露絲的線人。
在〈空虛的心靈〉一集中，透露杭特實際上是霸羅斯的哥哥─迦勒(Caleb)的複製人，一位以護身符木製作的「無間行者(Grimwalker)」，在杭特的前幾任金衣衛也都是同樣的身分，由於他們都有意反抗霸羅斯而都遭到殺害，霸羅斯也親口說杭特是最像迦勒的一任金衣衛。杭特和露絲一起被傳送到霸羅斯的思維空間中，導致他親眼目睹了他所謂的叔叔的真實面目。儘管杭特最初否認並為霸羅斯的真實本性和行為辯解，但在得知霸羅斯的真實出身和目標後，杭特對霸羅斯的忠誠被粉碎了。
在得知自己的真實身世後，逃離霸羅斯身邊，擔心霸羅斯會像他的前輩一樣因為反抗他而殺死，並流落到了海克賽學院與薇樂、賈斯和雅密蒂相遇，在友情的打動下決定幫助露絲對抗大帝巫會，向學生和教聯員講述大一統紀念日背後的真相，和賈斯最要好，也參與了第二季末破壞吸盡咒的計畫，跟隨露絲一起到達人類世界。第三季喜歡上「狼」這種動物，並迷上卡蜜拉的科幻作品收藏《超宇宙艦隊》(Cosmic Frontier)和其他新的興趣，提升自我價值。然而，他接著被霸羅斯的殘骸附身，攻擊了其他人，差點死去，直到酥餅犧牲自己救了他。回到怪奇魔界後，他展示更多防禦性，並與他對失去護身法寶的悲痛作鬥爭，但設法幫助薇樂克服自身的不安全感，其間暗示杭特暗戀著薇樂。此外，他發現自己擁有酥餅的一些魔法，使他能夠瞬間轉移。在第三季結尾顯示其長大後師從伊丹的父親、成為魔杖護身符雕刻師，替自己製作了新的魔杖護身符，形似酥餅的藍色版本，取名叫鬆餅(Waffle)、也和薇樂成為情侶。達娜·泰瑞絲在2023年4月28號的直播上確認杭特是雙性戀。

#### 其他主要配角
- 莉莉絲·克勞索（Lilith Clawthorne）:

伊丹的姐姐，在故事開始時是大帝巫會的領導者，雖有抓捕伊丹的職責，但依舊關心著伊丹，並堅持告訴伊丹霸羅斯皇帝能治療伊丹的詛咒，也積極要求伊丹加入巫會。小時候和伊丹同為海克賽學院的高材生，修習靈藥魔法。當她無意中向露絲承認伊丹小時候想加入大帝巫會時，這暗示著她是出於好意想讓伊丹和她一起去的。
在第一季第十八集〈女巫受難記〉中，揭露出自己就是向伊丹下詛咒的人，這導致莉莉絲在對自己對妹妹所做的事情感到內疚後與霸羅斯皇帝達成了協議。後把因要救露絲而使魔法耗盡的伊丹給逮捕。
在第一季最末得知霸羅斯皇帝不打算治療伊丹，轉而決定幫助露絲，並說出當初是自己因為害怕輸掉競爭大帝巫會的決鬥，並羨慕伊丹的魔法天賦和力量，而詛咒伊丹，但不知道詛咒會令伊丹永遠變成怪物，而當伊丹主動退出決鬥把職位讓給自己後更感到愧疚，決定背叛皇帝以幫助露絲。最後以自己分擔一半詛咒為代價令伊丹變回人型，亦賦予他們兩隻不同顏色的眼睛。
第二季開始時在貓頭鷹之屋生活，也和露絲化解敵意，被露絲稱為「酷阿姨莉莉絲(Cool Aunt Lilith)」，順便開始向露絲學習符文魔法，顯出出其積極好學生的態度。她創造了一個咒語，讓他們能夠刺探大帝巫會，並在此過程中與呼啼成為朋友，她開始親切地稱呼他為「Hootcifer」。 當她製作一個特殊的窗口來監視霸羅斯皇帝時，但不知道霸羅斯知道這件事。在第二季第四集〈母女連心〉中，因詛咒失控和伊丹變成了貓頭鷹怪獸，不過莉莉絲變形成的怪物比較像是其護身法寶，也就是渡鴉(Raven)，並於劇尾決定離開貓頭鷹之屋和她的母親一同離去。後來，她在超自然歷史博物館找到了助理館長的工作。她也試圖採取更自信的態度，像伊丹一樣，給露絲留下深刻的印象，她現在和露絲是姨侄女關係。在得知大一統紀念日的真相後，她回到貓頭鷹之家，並與她的姐姐和朋友一起阻止它。在〈泰坦在何方〉中，莉莉絲表現出對權威人物的忠誠，以至於她無視他人的感受。當看到大帝巫會內的其他人，尤其是那些反對它的人是多麼有組織性時，她開始意識到她可能不擅長她的工作。
收集者解除封印之後最早被變成玩偶的受害者，不過在魔王的說服下成功被收集者變回來，和怪奇魔界的救星伊丹躲藏的期間調製靈藥壓制自己和伊丹的詛咒。在大結局顯示霸羅斯被擊敗後成為的建築工程師，再擴建圖書館，呼應到其對建築樣式的熱愛，也學會了和伊丹一樣變身成鳥身女妖的能力，並且經常背著可攜式呼啼。
Aromantic和無性戀者。
- 卡蜜拉·諾賽達(Camila Noceda):

露絲的媽媽，在露絲的爸爸過世後以單親媽媽的身分撫養露絲長大，但是因為自己在求學時間也是個「怪胎」、所以希望露絲可以融入正常生活，誤以為這樣會保護她免受她所經歷的事情。職業是獸醫，在墓園鎮(Graveyard)有一間獸醫診所。決定將她送到夏令營，以遏制她過度活躍的想像力，但她並不知道她在怪奇魔界，因為她在第一季中一直通過短信保持聯繫。在很長一段時間一直以為露絲在夏令營，並在之後相信小五變身成的露絲，及閱讀她寄過來的信件。直到發現露絲其實一直都在怪奇魔界時一度很傷心，但也同意收養小五。
在〈伸出援手〉一集中透露，她和露絲每年會收集鮮花來紀念她的亡夫。在該集最後，她望著一顆顆星星閃閃發光夜空。在〈魔王救星〉中，露絲在收集者被釋放後與她的朋友逃往人類領域，並與卡蜜拉重聚。
在第三季開頭看見了霸羅斯，並了解她女兒的情況有多糟糕。當露絲一行人回到人類世界時，逐漸理解為了露絲，應該讓她自由發展，也和其一起回到怪奇魔界擊倒霸羅斯和收集者，之後回到人類領域。第三季最後顯示其和露絲一起買下了露絲當初闖進怪奇魔界的房子，從此以後露絲可以往來兩地。
她是多明尼加裔美國人，莎拉-妮可·羅夫萊斯說她和露絲是「令人耳目一新的西班牙裔家庭真實呈現」。

## 反派角色

### 霸羅斯大帝/菲利普·威特班（Emperor Belos/Philip Wittebane）
怪奇魔界神秘險惡的蒙面統治者，同時也是島上法力最高強的人及大帝巫會的首領。登基為大帝後因為遏止各種魔法造濫用而造成傷害因此創建了許多不同的魔法巫會。身上有不明詛咒，需要從護身法寶中提煉魔力來壓制，因此需要不斷搜刮護身法寶。
真實身分是四百多年前來到魔界的獵巫者，本名菲利普·威特班，由於成長在美國獵巫風潮最盛行的時期，因此有極其痛恨巫術跟魔界的傾向。一度以為親哥哥凱勒(Caleb Wittebane)被女巫綁架，可是當發現其與一名叫艾芙琳·克勞索(伊丹的遠祖)的女巫相愛並私奔到怪奇魔界，覺得遭到親手足背叛的他跟著來到魔界後殘忍的殺害了迦勒，並從此處心積慮地打算摧毀怪奇魔界和所有的巫師，並撰寫了日記、記錄傳送門的製作方法，將該日記捐給圖書館、被一隻回聲鼠吃掉後、將部分內容播放給露絲。菲利普接著以霸羅斯的身份接管了怪奇魔界，同時利用宣傳禁止“野生魔法”，建立了一個讓女巫“以正確的方式”使用魔法的系統。這導致他建立了不同巫會，並對那些不加入的人判處不可逆轉的石化判刑。霸羅斯最初使用科技作為利用魔法的手段，同時透過吃護身法寶來延長他的生命及賦予他力量，亦以心理精力保持他的人類外表。他隱瞞了自己的疾病，聲稱這是由狂野魔法產生的詛咒。他的目標是喚起大一統紀念日，說是人類領域和怪奇魔界的融合，將透過他選擇的當前女巫集會領袖來淨化狂野的魔法。然而，它的真正目的是從怪奇魔界吸走魔法，在此過程中殺死怪奇魔界上所有女巫和惡魔，並幻想著自己會被人類稱讚為英雄。
在三百年前，露絲為了尋找回到人類領域的方法而與莉莉絲穿越到過去與菲利普相遇並教授了他魔法跟幫助其找到收集者(當時露絲並不知道菲利普就是年輕時期的霸羅斯)，霸羅斯才在收集者的幫助下學習到吸收魔咒和吞噬許多魔杖護身符的方法來達到長生不老以活到執行摧毀魔界的時候，創立巫會跟大一統紀念日得目的都是為了吸收魔界所有巫師的法力來摧毀魔界的手段。
霸羅斯透過提出治癒伊丹的方式說服莉莉絲加入大帝巫會，結果卻食言並迫使露絲將傳送門交給他，但霸羅斯修復了傳送門並最終獲得一瓶泰坦之血來為傳送門提供動力。霸羅斯後來還從布萊工業那裡購買了一支阿霸米納怪軍隊，以便在大一統紀念日增強他的兵力，杭特並指出霸羅斯不喜歡任何人建立未經授權的私人軍隊在〈昨天的謊言〉中小五的回憶透露，在該劇首集之前，霸羅斯復活了蛇怪種族，以研究他們吸收魔法的能力，並親自監督尋找那些逃脫的人。在〈巫會節大遊行〉一集中，霸羅斯向邦斯普洛的居民展示了自己的面孔，同時讓太拉向露絲傳達了他們很快會再次見面的信息，而他對此充滿期待。在〈時空池歷險記〉一集中，露絲和莉莉絲不知道霸羅斯以前的身份，回到過去與菲利普見面。在發現他欺騙他們聯繫收集者後，莉莉絲打了他的臉，以報復她和露絲差點被睡石者殺死。在〈空虛的心靈”一集中，當露絲和杭特無意中進入霸羅斯的腦海時，霸羅斯以孩子般的形式出現在他們面前，其以這形態利用他們制服了他所消耗的護身法寶的靈魂，然後透露杭特是一名他計劃因「背叛」而處死的無間行者。他還向露絲透露了他作為菲利普的真實身份，透露他精心策劃了一些事件來維持露絲的時間旅行引起的引導悖論，使他能夠從收集者那裡獲得有關大一統紀念日的知識。
在第二季結尾，霸羅斯的計劃最後實現時，透露自己從未打算釋放收集者，但露絲在他身上烙上印記，試圖迫使他取消吸取咒語，阻止他返回人類世界。他受到大一統紀念日的影響，因為這導致他失去了對身體的控制，並變異成一種可怕的生物，幾乎殺死了她和她的朋友。當金釋放了收集者並取消了吸取咒語時，消滅了他的身體，看似被收集者殺死了。然而，當露絲一行人最終逃離怪奇魔界並進入人類領域的一座破舊房屋時，霸羅斯實則以非常虛弱的狀態跟著露絲等人來到人類領域，並透過持續附身在當訂動物身上存活，然後成功像寄生蟲一樣附身到杭特身上以重建他衰弱的身體，然後被露絲一行人驅走卻逃回了怪奇魔界。由於找不到穩定的無間行者身體，霸羅斯先佔據了瑞恩的傀儡身體，試圖附身到收集者身上，但失敗了，並在得知他可以佔領泰坦的身軀後，欺騙收集者來對付露絲一行人。霸羅斯及後與泰坦的心臟融合併逐漸感染怪奇魔界，然後得到泰坦力量的露絲擊敗了他並將他與心臟分開。霸羅斯因怪奇魔界的雨而開始融化，他試圖欺騙露絲再次幫助他，但沒有成功，而他的殘骸被伊丹、魔王和瑞恩踩死，徹底結束他的恐怖統治。

### 琪琪魔拉(Kikimora)
配音：瑞梅拉·李（美國）；楊施穎（台灣）
霸羅斯皇帝的心腹，經常與人打架或下達命令。頭髮像手抓住腦袋的紅色矮小惡魔，穿著遮住了她的嘴一件夾克。在〈山雨欲來風滿樓〉中，可以看到她的嘴，有兩顆牙齒。在莉莉絲離開大帝巫會前算是她的上司，可是很少出現在第一季中，只是經常聯繫大帝巫會的成員。
在第二季中，琪琪魔拉展示了她更為無情的一面。因為大帝和金衣衛的關係密切而一直很討厭杭特、多次試圖殺死杭特，包括在杭特綁架護身法寶手指派自己的龍去襲擊他，並多次稱杭特的聲音是「煩人的聲音」。當杭特與露絲合作解救護劍手並在她沒有發現他們身份的情況下逃跑時，她的飛龍襲擊就失敗了，但她注意到杭特的傷勢與她對襲擊者造成的傷勢相符。從那時起，她就將杭特視為她職場上的宿敵，並且似乎決心向他報仇而不是提供幫助。對權力汲汲營營。在第二季後半獲得布萊工業製造的大型阿霸米納怪機甲後一直當作主要武器。
出於對工作和幸福的擔憂，她短暫地與露絲和她的朋友們合作，以便能夠逃脫。然而當聽說她可能獲得夢寐以求的晉升機會時，她轉而向他們發起了攻擊。植物巫會首領太拉·金魚草透露，她其實正在測試自己的忠誠度，並且晉升機會是真實的，但琪琪魔拉很失望地得知，「晉升機會」是霸羅斯允許她活下去。在霸羅斯宣布貓頭鷹之家的居民為通緝罪犯後，她派遣大帝巫會突襲貓頭鷹之家。後來她在某個時候被降職為霸羅斯的送貨員，綁架了她以為是“杭特”的人，但實際上是露絲通過賈斯的咒語冒充了他，希望能晉升到更好的職位。然而，在晉升機會被拒絕並了解大一統紀念日背後的真相後，琪琪魔拉幫助魔王找到收集者以報復霸羅斯。
在收集者解除封印期間，偽裝成海克賽倖存者咪奇(Miki)和洛卡(Roka)的身分(咪奇是琪琪魔拉自身，洛卡則是披著旗幟的巨大機甲)、在芭莎身邊獻策、讓其進行恐怖統治，直到露絲一行人回到海克賽後，說服芭莎和學校的其他人來攻擊她對其進行報復，自己最後亦被良心發現的芭莎率領學生們擊敗。在尾聲中，琪琪魔拉幫助重建怪奇魔界，應該是為了懺悔她的罪行。
有一隻名為公主(Princess)的掌形巨龍，能用一隻手指般的口哨指揮牠。

### 奧達麗亞·布萊(Odalia Blight)
配音：瑞秋·麥克法蘭（美國）；楊詩穎（台灣）
雅蜜蒂、艾崔克、愛梅拉的媽媽，亮綠色頭髮的女巫，總是叫雅蜜蒂把頭髮染成和自己一樣的亮綠色，因為對後來雅蜜蒂新染的淡紫色頭髮也很好看所以才停止。對小孩相當高標準和嚴苛，愛情緒虐待和較為保守，有一個項鍊可以和雅蜜蒂心靈溝通，不過後來被雅蜜蒂扯下。之後就一直和雅蜜蒂關係不好。在雅蜜蒂小時候會控制其交往的對象，並願意消除那些她認為對女兒生活有不良影響的人，來讓雅蜜蒂成為大帝巫會的候選人，因此讓雅蜜蒂和薇樂決裂、轉而和芭莎、斯凱拉等人交朋友，曾經去學校以家長教師聯誼會主席身份要求邦普校長把露絲、薇樂、賈斯開除，只在雅蜜蒂威脅要摧毀她的工廠後才允許他們回來。在知道雅蜜蒂和露絲的戀情後也曾經試著要求雅蜜蒂和露絲分手，「另外找個門當戶對的新女友」。
夫妻中較有商業頭腦的那一個，布萊工業的執行長，但也比較無情，為了利益什麼都可以出賣，不過又說過自己賺錢的目的是為了家人。奧達麗亞知道大一統紀念日日背後的真相，可是她並不關心會發生什麼，只在乎她在人類領域獲得如皇室般的回報。當丈夫阿拉度摧毀了她的工廠時，奧達麗亞逃跑了。
在海克賽期間修習神諭學，和阿拉度、阿霸米納怪巫會會長達力亞斯、伊丹、莉莉絲是同學。
在收集者解除封印後和其談條件，成為類似保母的角色，替收集者和魔王的遊玩收拾善後，被收集者稱為「達麗亞媽媽(Mamadalia)」，不過在使喚瑞恩的人偶替自己搬運其他人偶時被霸羅斯襲擊，但是從事後來看還活著。

### 雲間天堡(The Archive House)
在收集者於第二季結尾解除封印後，解決了吸盡咒(Draining Spell)、暫時性消滅霸羅斯，然後拆下一部分的泰坦頭骨建造的浮空城堡，形狀像是一頂巨大王冠，漂浮在泰坦的頭骨上方。
- 收集者(The Collector):

最早在第二季揭露，僅以被封印的影子狀態出現，提供霸羅斯計畫、並教導霸羅斯強大的魔法，此時收集者的主要目的是希望霸羅斯可以用泰坦寶血解除自己的封印，持續和霸羅斯合作，也知道霸羅斯的絕大部分計畫。再被解除封印前，主要用一面鏡子和霸羅斯溝通，該面鏡子最早是露絲意外幫霸羅斯取得的，在第二季結尾被霸羅斯丟下深谷，對此非常生氣，不過身為泰坦後裔的魔王剛好經過，於是收集者和魔王達成協議、解除自身封印。迅速展現其強大的能力，移動星體解除了吸盡咒，並且僅僅用一次彈指暫時擊潰了霸羅斯並與沸騰群島上的所有人一起玩“貓頭鷹之家”，同時讓金留在他身邊，因為他們以“小指發誓”。收集者之後解構了泰坦的頭並創建了檔案館──一個像王冠上面的漂浮城堡。
透過其要求魔王念的睡前故事及其後向露絲一行人透漏，在小時候被其他同族(管理員)欺騙、自星辰間下凡到了怪奇魔界和泰坦寶寶玩樂，但是其他收集者抓走了泰坦寶寶，他還被泰坦誤會而被封印。是一個擁有巨大力量的孩子般存在，來自星星之外長壽而強大種族的最後一位，他們的職責是保護世界並消滅麻煩的樣本。收集者不同意他同類的做法，並希望與其他生物交朋友，儘管他不了解死亡對凡人的影響。收集者被檔案員（他的哥哥姐姐）送到了怪奇魔界，他們得知他所認識的泰坦對他們的魔法免疫。這導致收集者因其兄弟姐妹消滅了魔王的大部分親屬，被魔王的父親用球體封印，並將其放置在分隔人類和惡魔領域的中間世界中。在他被困住的幾個世紀裡，泰坦殺手邪教崇拜他是“大獵人”，相信他是泰坦殺手。他之後被霸羅斯發現並操縱，以教他大一統紀念日咒語的條件來釋放他並允許他再次玩耍。
第三季顯示其將怪奇魔界上的大部份人都變成了木偶，收藏在雲間天堡裡，並和魔王(個人玩伴)無盡的玩著「貓頭鷹小屋」的扮演遊戲，收集者扮演露絲的角色，並由奧達麗亞擔任類似保母的角色、替收集者和魔王收拾善後。魔王意識到收集者本質上是一個孤獨、被誤導的孩子後，試圖與收集者講道理。不過在露絲回到怪奇魔界後，被附身在瑞恩木偶上的霸羅斯說服魔王與露絲一行人密謀反對他，因而不斷以多個夢境場景和遊戲阻撓伊丹、魔王和露絲的重逢，並對其之間的強大情感感到氣餒及向三人透露了他的完整故事。為了表達對他的同情，他們帶他遊覽了怪奇魔界，參觀了過去冒險的地點，以便幫助他理解真正的友誼，過程中自己亦被露絲感化，而不再與其為敵。當霸羅斯擁有泰坦之心並感染怪奇魔界時，露絲犧牲了自己的生命來拯救收集者，使收集者在意識到生命的脆弱和價值的同時感到悔恨。在露絲被悔悟的泰坦復活後，收集者幫助保護她的朋友和檔案館的安全，並在霸羅斯被擊敗摧毀後，亦得到雅蜜蒂的感激之情。將眾人變回原狀，收集者決定返回星辰之間以促進自己成長，但是在魔王鼓勵下定期探訪怪奇魔界。他還為露絲在人類和惡魔領域之間創建了一個永久的通道，並返回為她的“King-ceañera”(拉丁裔成年禮)派對上演燈光秀。
「收集者」是該種族的名字，也被稱為「星辰之子(Star Child)」，力量強大無比，近乎無所不能，但唯有泰坦不受到其能力影響。
收集者最初是第二季中的一個小角色，在劇組得知劇集被縮短並不得不重寫第二季後半段後，收集者家的角色得到了顯著擴充。

### 泰坦獵手之島(Titan Trapper's Island)
在怪奇魔界附近的一座島嶼，建立在一個死去泰坦的手掌上，泰坦獵手們的居住地。泰坦獵手是一群崇拜收集者的人們，目的是獵捕泰坦，會穿戴上死去泰坦的頭骨或皮毛偽裝成泰坦，生活以宗教為重心。眼睛的顏色特殊，就像魔王一樣有著黃色的眼白和紅色的瞳孔。他們崇拜收集者為“偉大的獵人”，並致力於殺死泰坦。
- 比爾(Bill)

配音：克里斯·霍頓(Chris Houghton)（美國）；（李世揚）
泰坦獵手們的領導者、長老，一個有點略為瘋癲的老人、有點重聽，他的耳膜在與泰坦遭遇後受損。最早發現魔王不是泰坦獵手是泰坦的人，在要把魔王獻祭給收集者以贏得其青睞之前被阻止。他對其他人民漠不關心。
- 大力克(Tarak)

配音：凱文·邁克爾·理查森（美國）；（梁興昌）
泰坦獵手之一，最早出現時穿戴著已死泰坦的頭骨，看似魔王的同族，但其實是泰坦獵手族的人。身材高大魁武。有點崇拜比爾，認為比爾「很酷」。他對魔王感興趣，認為他是泰坦捕手同伴的孩子。他給魔王寫了一封信，要求呼啼轉遞，但後來信上有一隻蟲子，信被他吃掉了，呼啼亦認定這封信是垃圾郵件。雖然他在終於見到魔王時確實與他建立了聯繫，但在得知他是泰坦後，選擇背叛了他。

### 其他反派角色
- 火爆獄長(Warden Wrath)

配音：羅傑·克雷格·史密斯（美國）；李世揚（台灣）
順從塔的管理者，專門抓捕怪胎，力量巨大，配戴鳥形面具，能把手延伸出去變形成不同兵器，像是槌子、鐮刀等等。
追捕伊丹是為跟她約會。在第二季揭露其在很長一段時間都是怪奇魔界拳擊大賽的衛冕者。有一個長相類似的兒子布拉斯(Braxas)。
儘管他外表龐大、令人生畏，但實際上他非常膽怯。後來當伊丹詢問有關大一統紀念日的事情時，透露自己因偷午餐而被降職。
- 阿德加斯特(Adegast)

配音：羅賓·亞金·道恩斯（美國）
像章魚一樣的傀儡師惡魔，透過使用栩栩如生的傀儡來捕食那些認為自己很特別的人。他最後被伊丹縮小並吃掉了。
- - 這些木偶包括：
    - 善良的巫師（阿德加斯特的預設木偶）
    - 一隻「克里斯」的貓（配音：阿林·漢森（英语：Arin Hanson）（美國））
    - 仙女公主（配音：伊登·里格爾（美國）)
    - 內瓦雷斯: 一位英俊的人（配音：比利·卡梅茲（英语：Billy Kametz）[72]（美國）)

- 惡魔獵人(Demon Hunters)

一群獵殺野生惡魔的獵人。
曾試圖抓住變形出雙腳的呼啼，但後來改行動物管理人員以維持生計，曾試圖抓住貓頭鷹怪物形態的伊丹。其中一名成員是狂野女巫，在第二季差點被抓，不過剛好遇上芮恩率領的BATs行動而所幸沒被關。
- - Patch

配音：羅賓·亞金·道恩斯（美國）
戴著眼罩的惡魔獵人的首領。他認真對待自己的工作，但又很難控制他的同事。
- - 湯姆

配音：凱文·邁克爾·理查森（美國）
惡魔獵人的另一名成員。他試圖表現得比實際上更大。
- 蒂布萊特-蒂布利「豬寶」格林姆·阿梅III(Tibblet-Tibblie "Tibbles" Grimm Hammer III)

配音：帕維什·齊納（美國）；李世揚（台灣）
戴眼鏡的豬形惡魔。在夜市經營攤商，專門敲竹槓。
曾用魔法牌出千騙走魔王和抓住伊丹，最後攤販被長出腳的呼啼踏壞。
及後對貓頭鷹之家的居民以及與有關的人產生了怨恨。為報復而把露絲等人騙到嘉年華會，用計把露絲、薇樂、賈斯、魔王縮小，不過最後計謀被伊丹破壞。
第二季後期，在露絲和雅蜜蒂追查下發現之所以怪奇魔界也有《好女巫阿蘇拉》系列就是他在檢到從人類世界飄來的書後、將作者照片改成女巫後作為人類物品販賣的，不過他也透漏此系列銷量不好，只有一個人(雅蜜蒂)買過。
- Roselle和Dottie

配音：格蕾·德萊爾和西西·瓊斯（美國）
兩位收養流浪動物的老太太，並悉心照顧它們，直到它們被洗腦。他們鄙視青少年。
- Piniet

配音：安德烈·索格利佐（美國）
一個類似蜥蜴人的出版商，他接受作家，但將他們困在小立方體中，以便他們可以永遠為他寫內容。自從小鼻子和他分享了她的書《我的斯托伊》後，他似乎變得柔和了一些。
- Merchant

配音：傑克·格林(Jake Green)（美國）
一個佚名的惡魔騙子，他徒勞地誘騙人們進入森林，以便為自己偷走他們的青春。他試圖欺騙伊丹和莉莉絲，但被她們毆打。
- 大巴西利斯克蛇怪

配音：艾莉兒·斯圖爾特（美國）
霸洛斯復活的蛇怪之一，目的是研究其同類吸收魔法的能力，只為讓她逃脫囚禁。大蛇怪冒充帝王巫會督察潛入學校並吸食居民的魔法，隨後在潛入海克德時被露絲和拘留課學生擊敗。大帝巫會否認知道大蛇怪冒充他們的檢查員之一，導致邦普校長向他們提出投訴。
- Grometheus "Grom"

海克斯學院地下的怪物，被稱為恐懼使者，因為它呈現出某人最恐懼的形式。每年，學生都必須與格羅姆戰鬥並擊敗格羅姆，以保護學校。
- Wortlop

配音：加里·安東尼·威廉姆斯（美國）
一位小魔怪騙子，他和他的同夥一起假扮成四臂治療大師。他欺騙了任何向他尋求治療的人，就像他對格溫多林·克勞索恩所做的那樣。當露絲聲稱沃特洛普是騙子的說法被證實屬實後，格溫多林為了報復而將他們趕走了。
- 賈可·霍普金斯(Jacob Hopkins)

配音：羅傑·克雷格·史密斯（美國）；李世揚（台灣）
經營一間賣各種道具的專賣店，陰謀論者，一直都相信魔法、女巫的存在，不過對抱持著嚴重扭曲想法及敵意態度，認為來自火星的他們想要收穫人類。在來跟他買一些含有微量魔法的塔羅牌時用計抓捕小五，不過最後被由露絲帶領的卡蜜拉救走。原本是墓園區歷史學會(Gravesfield Historical Society)負責人，不過後來因為私自亂做特展而被瑪莎(Masha)取代，亦成為全鎮的笑柄。

## 其他配角

#### 海克賽學院(Hexside)
全名是海克賽魔法與惡魔學學院校(Hexside School of Magic and Demonics)，邦斯普洛自治區(Bonesborough Town)的主要中學。
- 愛梅拉「小梅」·布萊與艾崔克「小艾」·布萊(Emira "Em" Blight and Edric "Ed" Blight)

配音：艾麗卡·林德貝克、瑞安·奧弗拉納根（美國）；楊詩穎(第三季改為邱涵菲)、李世揚（台灣）
雅蜜蒂的雙胞胎哥哥和姐姐，喜歡惡作劇的搗蛋鬼，天生就是深綠色頭髮，不像雅蜜蒂一樣需要染髮。兩人也都是海克賽學院的優等生，都修習幻象魔法。兩人平常會配戴幻象石，以掩飾自己身上的瑕疵，像是愛梅拉臉上的痘痘和艾崔克的髮箍、眼鏡。
他們是愛經常戲弄雅蜜蒂的麻煩製造者，就像他們試圖偷她的日記並在學校展示一樣，但其實非常關心她，有時會提供協助。他們也相對更加支持並意識到雅蜜蒂對露絲的迷戀。
在第二季後半揭露艾崔克其實有自信心不足的問題，常常擔心自己會搞砸事情，不過被伊丹開導成功，在同集也得知艾崔克的護身法寶是一隻單眼蝙蝠。
愛梅拉害怕永遠和他在一起。和雅蜜蒂一樣，他們討厭被父母控制。
在〈幻術迷宮〉中，在學校加入了其他學科，愛梅拉負責治療，艾崔克負責野獸飼養和魔藥。
在第二季結尾協助雅蜜蒂和父母攤牌，不過被奧達麗亞阻止。
在收集者解除封印後期間在海克賽倖存者。
大結局顯示艾崔克長大後在新創立的野魔法大學教書。
- 芭莎(Boscha)

配音：伊登·里格爾（美國）；馮嘉德（台灣）
一個有三隻眼的紅皮膚、紅頭髮女生
為人刻薄，非常居高臨下，並根據他人的魔法能力或社會地位來欺負他人，因此喜歡取笑露絲等人和找他們麻煩。
芭莎不知道，雅蜜蒂只是因為父母是熟人才跟她出去玩，雅蜜蒂從來不喜歡芭莎，也不把她當作真正的朋友。
修習的魔法是靈藥學，着迷於Penstagram。興趣是迦勒奇魔球，學校的迦勒奇魔球校隊隊長，球技高超。在領養魔杖護身符的時候領養了一隻螃蟹護身符瑪雅(Maya)。
針對薇樂，不願意讓別人看到薇樂是個多才多藝的女巫。從那時起，芭莎變得心胸狹窄，渴望關注，即使是那些她不喜歡的人。
在〈這就是人生，孩子〉一集中，她被暗示有兩個母親，因為有兩個海克賽學生與她相似。
在第三季顯示，在收集者解除封印後的一段時間一度因為被琪琪魔拉影響而成為在海克賽學院倖存者們的獨裁者，亦透露自己非常渴望贏回與雅蜜蒂的友誼，不過與雅蜜蒂認真談心後還是良心發現、率領其餘學生擊敗琪琪魔拉。在第三季最後顯示其成年後開了一間迦勒奇魔球的運動用品專賣店。
- 斯卡拉(Skara)

配音：金伯利·布鲁克斯（美國）；楊詩穎（台灣）
棕色皮膚、桃紫色頭髮女生，芭莎的跟班之一，大多數的時間都和芭莎一起行動。修習的魔法是音樂魔法。
在十五集以真的蝴蝶做邀請函邀請別人到她十五歲生日。在第十六集〈心驚驚武會〉中，被男生以「急症快死，解救方法就是找到完美舞伴」方式邀請。薇樂的飛帚大賽隊員之一，並開始親近薇樂的朋友圈。護身法寶是一隻紅色眼睛的蟋蟀。
雖然她可能很專橫、刻薄，但她確實表現出了更友好的一面，並且不像芭莎的其他成員（與之前雅蜜蒂的）那樣惡毒。
在收集者解除封印後留在海克賽學院而沒有被抓走的倖存者之一。第三季結尾顯示其長大後在海克賽學院教授音樂魔法。
- 貓(Cat)

配音：格蕾·德萊爾（美國）
咖啡色頭髮、棕色皮膚、戴眼鏡的女生，學校的迦勒奇魔球校隊成員，算是芭莎的朋友之一。在“幻術迷宮”中，她治癒了薇樂受傷的手臂。在收集者的眼線到學校時和芭莎跟艾蜜莉亞一起試圖用迦勒奇球攻擊那些眼線，但是失敗，為了保護芭莎被變成木偶。
- 艾琳(Eileen)

配音：金伯利·布鲁克斯（美國）
一個沒有嘴巴、幾乎整張臉都是巨大眼睛獨眼的靈藥學女生，經常在擺攤賣靈藥。人類研究社的社員之一，顯然對人類感興趣，不過曾經在緊急情況下把迴紋針當作食物給大家吃，直到被賈斯阻止。她可以“說話”，但由於她的一隻眼睛佔據了頭部的大部分，所以她沒有嘴巴，所以聲音很低沉。
- 博(Bo)

棕色頭髮外觀接近人類的女生，斯卡拉的好友。
- 塞勒涅(Selene)

頭部有點像新月的獨眼女生，主修神諭魔法，常駐背景角色之一。在武會時是麻沙勒慕的舞伴。她看起來很害羞，但與芭莎是朋友。
- 艾蜜莉亞(Amelia)

配音：伊登·里格爾（美國）
綠色短髮的女生，芭莎的迦勒奇球隊成員和跟班，經常跟著芭莎一起行動，在海克賽修習植物學，常駐背景角色之一。在魔王出書那一次成為書迷。在收集者封印時為了救芭莎成為最早被變成木偶的幾個人之一。
- 文妮(Viney)

配音：艾莉·真希（美國）；楊詩穎（台灣）
咖啡色頭髮束髮髻的女生，因混合飼養學和治療學而被罰留校察看，之後被允許同時修習植物和阿霸米納怪兩門學科。養了一隻超大的格里芬。在護身法寶領養日認養了一隻蠍尾獅護身法寶。薇樂的飛帚大賽隊員，但當傑波加入對方隊伍時，她與傑博的友誼發生了衝突。
- 傑波(Jerbo)

配音：諾亞·蓋爾文（美國）；李世揚（台灣）
咖啡色頭髮、高高瘦瘦的男生，因混合阿霸米納怪學和植物學而被罰留校察看，之後被允許同時修習兩門學科。在第二季後辦對抗幻象巫會時顯示他的阿霸米納怪是泥土構成的、而且長滿植物。曾經一度意外加入阿霸米納怪教授的的飛帚大賽隊，被文妮視為叛徒。在大結局顯示其長大後在協助阿拉度去除大家身上原先的巫會印記。
- 巴克斯(Barcus，Barc音近Bark，狗吠聲)

咖啡色毛髮的狗學生，看起來就像是一隻咖啡色毛髮的普通狗，不過有戴眼鏡。因混合神諭學和靈藥學而被罰留校察看。在收集者解除封印期間在海克賽的倖存者之一。在大結局顯示其長大後在海克賽學院教書。
- 麻沙勒慕(Mattholomule[88]“Matty”)

配音：喬琪·狄亞茲（美國）；鈕凱暘（台灣）
原本是海克賽學院學生，後來一度轉學到格蘭德斯，不過在發現其他格蘭德斯學生的真面目後就決定不去了。有一個半血(同父異母或同母異父)的哥哥史提夫，曾經在被史提夫搔頭35次之後得到高達魔石地圖。一度和賈斯關係不好，想和其爭奪人類研究社的社長位置，不過後來在第二季前期和格蘭達司學生對抗後彼此和解。
在收集者解除封印期間海克賽學院的倖存者，並且和傑波憶起想出很多可以改善環境的方法，只是未被芭莎採用，但還是顯示其頗具領導能力，而且全名是馬特‧索羅慕(Matt Tholomule，也就是說大家一直以來都是用他的全名在叫他)。
他受僱於格林姆，儘管他很可能沒有得到報酬。
在大結局顯示其成為建築工程師，和莉莉絲一起擴建圖書館。
- 邦普校長(Princepal Bump，全名Hieronymus Bump)

配音：邦普爾·羅伯遜（美國）；李世揚（台灣）
海克賽學院的校長，頭戴遮住臉的惡魔面具，其實是他的魔杖護身符，其由於邦普有視覺障礙，用來幫他看清事物，真面目是個右眼上有疤，左眼閉上的長黑髮老人。乍一看，他看起來威風凜凜，但實際上卻因為校長的身份和工作所面臨的壓力。在改變主意方面，他也被認為是相當理性的，儘管他固執且道德上有問題，但他的思想是開放的，例如當他試圖解剖非法侵入並偽裝成一個怪物的露絲。鑑於露絲在學校裡偽裝成阿霸米納怪，邦普校長招募了一些氣味難聞的生物充當學校的保安人員，並將學生扔進拘留室，裡面的蠕蟲將他們困在懲戒水晶中，並對他們進行洗腦，讓他們表現得更好。他年輕時與伊丹有過節，在伊丹就海克賽期間，他保留了她的不良記錄。邦普允許露絲去海克賽上學，因為他說服伊丹清理她以前在上學時留下的爛攤子，他也同意幫她對大帝巫會保密這筆交易。在〈魔法無所不在〉一集中，揭露他就是負責擊敗對方學校並幫助建立海克賽的那名年輕學生，如其資訊小冊子所示。在〈入學奇遇記〉中，他在停止使用挑剔帽子後將學生們安置在教室裡，因為它不斷地吃掉學生。他會捕捉任何試圖學習指定魔法以外的東西的學生都會被重新分配到拘留所。然而，在這一集的結尾，在露絲和拘留所的學生利用他們的混合魔法技能從巴西利斯克蛇怪手中拯救學校後，他變得更加接受學生學習多種魔法類型的願望。因此，他允許學生選擇學習不只一種魔法類型，允許露絲開創先例修習所有九種魔法。當霸羅斯大帝宣布他打算石化伊丹時，邦普是不贊成這一做法的人之一，聲稱她在離開海克賽後幫助他重拾了對教學的熱愛。
第二季揭露以前在浮士德校長時期擔任副校長，當時就是個好老師，並因對學生的理想與浮士德校長發生衝突。曾經在浮士德校長要求下帶伊丹去進行校際競賽，如果沒有得獎，兩人都會被開除。
第二季中雅蜜蒂父母要求開除露絲等人後一直過意不去，揭露邦普校長其實很喜歡這些愛胡鬧的學生。當他們試圖重返學校時，他因不得不阻止他們進入而感到不安，他認為沒有他們的生活很無聊。
當阿德瑞安·格雷雅和大帝巫會突襲海克賽，迫使學生加入大帝巫會時，邦普是在治療系教室避難的老師和學生之一。在學生們擊敗格雷雅和大帝巫會後，邦普迫使他們離開，並表示他會告訴霸羅斯大帝他們是被孩子們打敗的。
算是開明的校長，受到大部分學生喜愛，在收集者解除封印時和其他教師試圖保護學生但不敵被抓走，倖存的學生們建造了一座邦普校長帶著項鍊、墨鏡表演滑板特技動作的石像。他後來亦被救回。
他自己本人則是修習阿霸米納怪魔法。在第三季最後顯示邦普已經從院長工作退休，在校園修剪植物。
年輕時曾經和阿霸米納怪學教授是同為飛帚大賽隊成員。
- 珍金梅爾女士(Miss Jenkinmeyer)

海克賽學院教師，幻象學老師，頭部巨大、長了三顆眼睛的藍皮膚惡魔女性，在海克賽學院的常駐角色。教導學生從腦中取記憶照片。在收集者解除封印時和幫浦校長等其他教師試圖保護學生但不敵被變成木偶抓走。在邦普校長退休後成為海克賽學院新校長。伊丹在學期間曾經偷走她的牙齒，不過後來原諒伊丹了。
- 幻象魔法老師

海克賽學院老師，負責教授神諭魔法的老師，在海克賽學院的常駐角色。長相類似山羊的惡魔女性。在蛇妖偽裝成督學的時候被吸乾魔法。在大一統紀念日時在集會現場，雖然沒有被吸盡咒殺死，不過之後再和邦普校長、其他老師著保護學生時被收集者的星星變成玩偶並被抓走。
- 留校察看老師

海克賽學院教師，在留校察看的班級監看老師。長了三雙眼睛的藍皮膚惡魔男性。在海克賽學院的常駐角色。雖然負責盯著留校察看的班級，但是並不是盯得很認真，讓文妮、傑波等人可以帶著露絲溜進秘密房間。非常能睡，賈斯在他睡著時放了一隻拖把在他臉上也沒有弄醒他。在兩個幼幼班學生試著搶奪絲卡拉的生日邀請函時和其他老師在一旁看好戲。
- 幼幼班老師

海克賽學院教師，負責帶幼幼班的老師。長相類似蜘蛛的惡魔女性。在海克賽學院的常駐角色。在武會的布置工作中在屋頂上快速用結網班的方式綁緞帶。在兩個幼幼班學生試著搶奪絲卡拉的生日邀請函時和其他老師在一旁看好戲。
- 赫蒙庫勒斯教授（Professor Hermonculus）

配音：JB·布蘭可（美國）
海克賽學院教師，教授阿霸米納怪學的老師。綠色頭髮的中年男性，身材極矮，總是讓自己的阿霸米納怪托著自己走。在海克賽學院的常駐角色。自從露絲大鬧他的課之後就不太喜歡薇樂，在杭特潛入海克賽時挑戰薇樂的迦勒奇球賽，顯示其和邦普校長年輕時是同支飛帚大賽隊的隊友。
- 海克賽衛兵

配音：迪·布莱德里·貝克、凱文·麥可·理查森（美國）
一群頭骨倒置的身份不明的生物，擔任海克賽學院的保安人員。他們在大廳巡邏並維持海克賽學院的秩序。
- 浮士德(Faust)

配音：TW（美國）
長得像公牛的惡魔。他擁有從頭部發射火焰的能力，是邦普校長的上任，邦普校長原本是他的助手。他殘忍而嚴厲，會因為學生「咀嚼太大聲」等無關緊要的行為而開除學生。

#### 格蘭德斯學院(Glandus High)
另一所魔法學校，位置在一座偏遠的小島上。其學生和海克賽的學生相當不對盤。在第一季的蛇怪事件中為海克賽學院之前的受害者。和海克賽、聖伊比恩是三所主要的魔法學校、一起在大獎賽上競爭。校內競爭比海克賽激烈的多，有著強者霸凌弱者的潛規則。
- 布麗雅(Bria)

配音：費利西亞·戴（美國）；馮嘉德（台灣）
修習建築魔法的女巫。表面非常活潑和樂觀，實際為求目的不擇手段。麻紗勒慕的前同學。視同伴中最強的，會威脅同伴去做事以使自己的魔法得到提升。
- 安馬(Angmar)

配音：哈維·吉恩（美國）；李世揚（台灣）
修習植物魔法的巫師，外型像黃色貓的惡魔。性格悠閒的蝴蝶愛好者，會被蝴蝶分散注意力、追問其品種。麻紗勒慕的前同學。
- 蓋文(Gavin)

配音：尼克·多搭尼（美國）；梁興昌（台灣）
褐色皮膚和短髮的男學生，修習阿霸米納怪魔法。麻紗勒慕的前同學。儘管很友善，自己卻積極渴求父親的認可。
- 烏卡拉(Ukala)

配音：格蕾·德萊爾（美國）
參加大獎賽的女學生，飛行技巧高超，紫色皮膚、長有鳥喙、尾巴的惡魔，紅色龐克頭。最後落敗、為第六名。在格蘭達斯修習就竹魔法。在收集者解除封印期間，可以在雲間天堡看到她的人偶。

#### 布萊工業(Blight Indusries)
由布萊家族營運的軍火公司，阿霸米納怪巫會的子公司，主要產品為各種以阿霸米納怪加工的武器，像是黏糊發射器(Sticky Launcher)、阿霸米納怪兵(Abamaton)、或是琪琪莫拉的阿霸米納怪機甲(Abamatron)等等，都是布萊工業開發的。曾經在金衣衛指示下將所有的阿霸米納怪士兵都賣給霸羅斯大帝。
- 阿拉度·布萊(Alader Blight)

配音：吉姆·派瑞（美國）；李世揚（台灣）
雅蜜蒂、艾崔克、愛梅拉的爸爸，深褐色頭髮的巫師。在第一季僅以剪影出現，第二季才出現。
冷漠、怕老婆、不專心，他跟他的妻子一樣對孩子有很高的標準要求。
他很容易分心，但善於觀察，因為他意識到露線、薇樂和賈斯讓雅蜜蒂成為了一個比他們想像的更好的女巫，而且比他的妻子更有同情心和道德。
布萊工業的首席工程師，總是戴著護目鏡、衣服上沾滿紫色的阿霸米納怪液體，對阿霸米納怪魔法造詣深厚，在海克賽學院就學期間就修習阿霸米納怪魔法，而且和奧達麗亞、阿霸米納怪巫會會長達力亞斯、伊丹、莉莉絲是同學。擅長使用在背後背一罐阿霸米納怪液體戰鬥。
曾經是邦斯普洛拳擊大賽冠軍。在試圖阻止雅蜜蒂參加戰鬥時，他了解到她從來不想成為大帝巫會或任何集會的一員，並開始尊重她的選擇。
個性不太擅長表達情感，常常專心於研究有興趣的東西，像是阿霸米納怪，也在容易對話中分心於一些小東西。他不擅長和自己的小孩、妻子溝通，一度以為雅蜜蒂想成為巫會會長，後來才知道那只是奧達麗亞的傾向，壓力大時會去工廠附近山上的鞦韆吃零食。
魔杖護身符是一隻同樣戴著護目鏡的老鼠。
和雅蜜蒂在第二季後半解開心結，也解釋了雅蜜蒂的綽號「小貓(Mittens，小貓或是連指手套)」的由來。
在得知奧達麗亞一直以來都知道霸羅斯的計畫後在得知大一統紀念日了解其她的真面目後，最終勇敢地站在了他的女兒和她的朋友一邊憤而離開她，不過不確定後續兩人有沒有離婚。在大一統紀念日時與他們分離，直到霸羅斯被擊敗後雅蜜蒂與他重聚。
在大結局顯示他致力於消除人們身上從前留下的巫會記號。
- 奧達麗亞·布萊(Odalia Blight)

參見反派角色

#### 大帝巫會(The Emperor's Coven)
- 莉莉絲·克勞索(Lilith Clawthorne)

參見主要配角
- 杭特/金衣衛(Hunter/The Golden Guard)

參見主要配角
- 史帝夫(Steve)

配音：艾力克斯·赫希(第一季)、馬特·查普曼(第二季起)（美國）；李世揚(第一季)、梁興昌(第二季起)（台灣）
原本是大帝巫會成員，是第一個有名字的大帝巫會偵查兵(Coven Scout)，後來出場時身穿寫著「史帝夫」的黃色T恤。原先是大帝巫會成員，最早出現是和莉莉絲一起去書展拿青春之泉的地圖時，儘管當時還是霸羅斯大帝的忠實擁護者，他毫不猶豫與貓頭鷹之家的居民相處，尤其是與他的朋友莉莉絲。之後屢次作為龍套角色出現，包括和杭特一起把薇樂的飛帚隊成員關起來、但是被斯卡拉打凹頭盔、逐漸開始質疑自己加入巫會的人生選擇。在莉莉絲的升職派對上出現。
當揭開面具時，他有一張人形面孔，頭部右側有一個角。
之後脫離大帝巫會加入瑞恩創立的反抗組織「戰貓會」(CATs，全稱為Covens Against the Throne)，並曾經騎著有邊車的摩托車帶著魔王到處跑、開導魔王。在第二季最末解除乾涸咒的計畫中具有一席之地。麻沙勒慕的半血哥哥。

#### 九大巫會會長(Coven Heads)
霸羅斯大帝創立的系統，將所有野魔法分門別類成九個系統，實際上是用來促進霸羅斯大帝在大一統之日殺死所有巫師的計畫。大多數成員的名字由動畫師之一的蕾貝卡·羅絲（Rebecca Rose）在其推特帳號上揭露。
- 達力亞斯·迪莫內(Darius Deamonne)

配音：凱斯頓·約翰(Keston John)（美國）；梁興昌（台灣）
阿霸米納怪巫會會長，擅長本人變身成阿霸米納怪戰鬥。有潔癖和小小自戀情感，對於髒汙感到無法忍受，並且似乎對怪奇魔界上那些人的忠誠不那麼感興趣。在海克賽就學時認識雅蜜蒂的雙親阿拉度和奧達麗亞、和阿拉度同屬阿霸米納怪學科的學生，不過對於阿拉度製作的阿霸米納怪兵感到不以為然。曾經負責追捕瑞恩創立的BATs(Brads Against Throne)，不過實際上是抵抗組織的一員，一直都對大一統之日趕到質疑不安。和杭特前一任的金衣衛似乎關係不錯，曾經不喜歡杭特，不過後來肯定杭特不是只會乖乖聽從命令之後，就擔任類似杭特父親的角色。
在把瑞恩抓回大帝巫會和一直和瑞恩、愛波狼秘密反抗霸羅斯的吸盡咒計畫，成為新抵抗組織戰貓會，不過達力亞斯本人很不喜歡這個名字。
在大一統紀念日期間，達力亞斯與戰貓會一起執行任務，他、愛波狼和偽裝的伊丹一起參加了當日節日的巫會會長部分。可他們的陰謀被太拉·金魚草發現了，他們三人其後被其他巫師團首領制服，真正的瑞恩示在莉莉絲和呼啼被捕後被帶了進來。達力亞斯差點被吸取咒語殺死，直到收集者停止了它。收集者解除封印後和其他巫會會長被變成木偶。在從傀儡狀態中恢復過來後，達力亞斯阻止其他不道德的巫會首領成員接管怪奇魔界的意圖。
- 瑞恩·威斯柏斯(Raine Whisper)

配音：阿維·羅克(Avi Rouge)（美國）；李世揚、楊詩穎(年輕)（台灣）
膚色較深，綠色頭髮、戴眼鏡，吟遊詩人巫會的成員，在第二季成為巫會會長。儘管他們有音樂天賦，但他們也會怯場。在年輕時就認識伊丹，和其成為好友，甚至約會過一段時間，不過後來因為伊丹的詛咒分手。在第二季後段再次和伊丹相遇時是反抗組織「義蝠隊」(「吟遊詩人對抗王座」，Bards Against Throne，簡稱BAT，因為成員都是吟遊詩人女巫)的領導者，也邀情伊丹加入，不過之後兩人一起被達力亞斯和愛波狼追殺而無果，雖然一度想利用伊丹的詛咒讓達力亞斯和愛波狼無法進行吸盡咒，不過在得知伊丹和露絲、魔王的家人關係後，主動打斷伊丹要她逃跑。
接下來，瑞恩疑似受到了太拉·金魚草釀造的一種混合物的影響，這種混合物使他們服從霸羅斯，並且無法回憶起與伊丹的重聚，儘管他們很同情她。後來發現這是一個詭計，因為瑞恩有能力透過吹口哨改變飲料，並與達力亞斯秘密合作阻止霸羅斯，同時決定不讓伊丹參與他們的計劃以確保她的安全。在貓頭鷹之家的居民加入後，瑞恩將他們的組織重新命名為「戰貓會」(「巫會對抗王座」，Covens Against Throne，簡稱CAT，因為成員大都是巫會成員)，可是達力亞斯不喜歡這個名字。
在第二季最後顛覆霸洛斯政權的計畫失敗，成功砍斷伊丹的手讓伊丹免於乾涸咒語和詛咒混和產生的毀滅，但也被解除封印的收集者變成木偶。
在第三季後期，曾經做為收集的木偶被奧達麗亞使換去搬東西，但被虛弱的霸羅斯大帝佔據身體，不過最後成功脫逃。儘管他們試圖阻止霸羅斯，但霸羅斯卻佔領了泰坦的心臟。瑞恩後來被露絲等人拯救，幫助伊丹和魔王殺死了霸羅斯在大結局順利和伊丹在一起、並持有一根狐狸護身法寶法杖。
非二元性別者，代名詞是They/Them，配音員阿維·羅克也是非二元性別者。瑞恩是迪士尼的第一位非二元角色。
- 愛波狼(Eberwolf)

配音：卡莉·霍根（美國）；傅其慧（台灣）
野獸魔法巫會會長，身材矮小、頭髮巨大、全身長滿棕色的皮毛，全劇中除了咆嘯聲之外沒有台詞。沒有明確性別。他們會表現兇猛並展出一些孩子般的行為。
召喚各種魔獸衛自己戰鬥，或是可以師法賦予自己更好的視線、或是長出利牙和爪子
和達力亞斯一起行動，是秘密反抗組織的一員，不過喜歡戲弄達力亞斯。在大一統紀念日期間，愛波狼差點被吸取咒語殺死，直到收藏家停止了它。
- 曼森(Mason)

建構魔法巫會會長，沒有台詞。身材高大魁武、蓄鬍的中年男性、力氣很大。
- 黑蒂·卡博恩(Kettie Cutburn)

治癒魔法巫會會長，沒有台詞。身材高大的、皮膚蒼白的女性，臉部遮蓋只露出嘴巴，頭上有兩隻長角。
- 阿德瑞安·格雷雅·凡沃斯(Adrian Graye Vernworth)

配音：諾西爾·達來(Noshir Dalal)（美國）；張騰（台灣）
幻象魔法巫會會長，身材纖細、時髦的男性。頑皮且自負，有一條像獅子一樣可以抓握的尾巴。
在第二季後半初次登場時用幻術假裝自己是來幫海克賽的學生擺脫被霸羅斯大帝控制的，事後揭露他其實是被皇帝派來提早幫學生烙上印記的。對幻術的細節斤斤計較，會用片場導演般的口氣跟部下說話。後來他試圖透過賈斯的記憶來尋找鏡子墓地，但最終卻陷入了自己的記憶中，亦將自己的耳環輸給了賈斯。後來，當邦普校長威脅說他們被孩子們擊敗時，他被偵察兵擊倒，偵察兵逃跑了。
在第二季最末，在太拉·金魚草得知與他們在一起的瑞恩是冒名頂替者後，她叫阿德里安用幻象識破伊丹等人的計畫，並幫助制服了伊丹、達力亞斯和愛波狼。在收集者解除吸乾咒語之前，阿德瑞安差點被吸乾咒語殺死。在從傀儡狀態中恢復過來後，達力亞斯阻止了阿德瑞安和他的一些巫師團首領同伴接管怪奇魔界的意圖。
- 奧斯蘭(Osran)

預言魔法巫會會長，沒有台詞。四隻手臂、紫色皮膚的老人。
- 太拉·金魚草(Terra Snapdragon)

配音：迪布拉·威爾遜（美國）；傅其慧（台灣）
植物魔法巫會會長，身材纖瘦的年老女性，頭髮是巨大的植物藤蔓。令人生畏的虐待狂。
她能控制所有植物，在第二季瑞恩被抓後，她定時利用為瑞恩泡茶的一朵花朵魔藥，讓他們保持一種迷茫的狀態，不過其實瑞恩都會藉著吹氣時的口哨聲解除魔法。她負責阻止瑞恩叛亂，並被指派測試琪琪魔拉的忠誠，在琪琪莫拉任務失敗時帶走琪琪魔拉；她也表現出對霸羅斯大帝的忠誠。
年輕時曾經用恐怖的試煉測試過一票學生，包含當時伊丹和瑞恩。
在得知與他們在一起的瑞恩並不是真正的瑞恩後，太拉讓阿德瑞安消除了幻象，揭露了伊丹一直在冒充瑞恩。她和其他族群首領制服了伊丹、達力亞斯和愛波狼，而一集變形獸帶來了真正的瑞恩。在耗盡咒語佔據她之後，她驚恐地意識到自己對霸羅斯的忠誠是錯誤的，並幾乎以她自己的滅亡和女巫種族的大規模種族滅絕而告終，直到收集者停止咒語。
在〈為美好未來而戰〉一集中，她被迫參加收集者的角色扮演以避免自己被變成傀儡，但在侮辱魔王後被轉變傀儡。
在霸羅斯被推翻後試圖拿走寶座的其中一個人，不過被愛波狼和達力亞斯嚇阻。
- 維提米爾(Vitimir)

靈藥魔法巫會會長，沒有台詞。全身只露出眼睛的男性，戴著一頂很高的帽子，並背著一個裝了藥水的木箱。在霸羅斯被推翻後試圖拿走寶座的其中一個人，不過被愛波狼和達力亞斯嚇阻。

#### 克勞索家
- 關德林·克勞索(Gwendolyn Clawthorne)，

配音：黛博·多特澤(Deb Doetzer)（美國）；楊詩穎（台灣）
伊丹和莉莉絲的媽媽，她對女兒們寄予厚望，直到詛咒將她們三人關係疏離。
在伊丹被詛咒後進各種方法來試著治癒伊丹，包括治療巫會、靈藥巫會、馴獸巫會。本身是馴獸魔法師，有一支名為鷹斯利的老鷹護身法寶。在正統方法無效後，開始試著用一些偏門方法治療伊丹，並被一群精靈偽裝成的「烏樂大師」欺騙，不但奉獻畢生積蓄上課、還執行了各種危險的任務尋找一些魔物，最後只換來幾本偏門秘方書籍，不過最後在露絲的說下終於發現自己被欺騙，並且買了大量靈藥、及時解除伊丹和莉莉絲的詛咒。因為伊丹的詛咒而長期忽視莉莉絲，令其感到心理不平衡，自己亦不知不覺中採用了虛假的整體療法來治癒伊丹，但實際上對兩姊妹都很關心。她最終意識到自己不是一個好母親，並做出了彌補。
- 戴爾·克勞索(Dell Clawthorne)

配音：彼得·蓋勒（美國）；梁興昌（台灣）
伊丹和莉莉絲的父親，在年輕時是橘色頭髮，是位年老的獨眼巫師。
伊丹尊敬他，在她的詛咒發作時意外下失去了一隻眼睛，但是他對其沒有任何負面感情，並提議讓她繼續他的工作。
護身法寶雕刻師，在伊丹小時候和伊丹一起雕刻了奧柏特，在〈時空池歷險記〉一集中揭露了雕刻護身法寶是克勞索家族的傳統，但由於自己傷勢而顫抖，他無法再做這項傳統。在大結局成為教導杭特雕刻護身法寶的師傅。護身法寶是一隻淺藍色的小鳥，類似杭特的護身法寶酥餅和鬆餅，不過是黃色的。

#### 人類領域(Human Realm)
- 卡蜜拉·諾賽達(Camila Noceda)

參見主要配角
- 小五(Vee，來自「V」，羅馬數字的「五」)

配音：米凱拉·迪耶茲（美國）；傅其慧(第二季)、馮嘉德(第三季)（台灣）；陳雪瑩（香港）
在露絲在怪奇魔界期間以露絲的名義寫信給露絲媽媽，並且很快就回到卡蜜拉身邊、一直讓卡蜜拉以為自己就是露絲，在第二季第四集結尾首次以露絲剪影的形象出現，給看動物紀錄片看到哭的卡蜜拉遞上衛生紙，直到第二季第十集〈昨天的謊言〉中揭露真實身份其實是個外表像蛞蝓的惡魔─巴薩利斯蛇妖(Basilisk)，被霸羅斯大帝抓捕進行吞噬魔法的實驗，為躲避大帝巫會而逃到人類領域並偽裝成露絲隱藏身份。雖然小五對露絲逃離一個充滿愛的家感到複雜，但她很感激有機會被愛，並在得知真相後被卡蜜拉接納為家人。在露絲一行人回到人類領域後換成新的人類形象，跟著露絲的夥伴們一起想辦法幫助他們重回怪奇魔界，也在卡蜜拉跟著露絲回到怪奇魔界期間留在人類領域幫卡蜜拉打掩護。在第三季最後顯示其大部分的時間和卡蜜拉居住在人類領域，回到怪奇魔界時則會用蛇怪原本的樣子，並和露絲一起高中畢業。
根據其台詞顯示她會開人類領域的車，也會流利的西班牙文。
- 瑪莎(Masha)

配音：Grey Griffin（美國）；馮嘉德（台灣）；王曉霖（香港）
小五在人類領域的朋友之一，接管了格雷夫斯菲爾德歷史學會。非二元性別者。
- 賈可‧霍普金斯(Jacob Hopkins)

參見反派角色

#### 護身法寶
- 蝠(Bat Queen)

配音：伊莎貝拉·羅塞里尼（美國）；傅其慧（台灣）
一個外型巨大的人臉蝙蝠，曾經為巨人魔杖上的護身法寶，直到被破壞後而被遺棄，自己也守護著其他被破壞及遺忘的魔杖護身法寶。
有三個小孩，一起住在山洞裡。
跟伊丹和邦普校長合作舉辦護身法寶領養日，為被破壞的護身法寶尋找新主人，薇樂、賈斯、甚至芭莎都是在此活動獲得護身法寶的。
怪奇魔界上最富有的惡魔，曾經以優渥的報酬報答伊丹照顧自己的三個小孩的委託。
- 奧伯特(Owlbert)

參見主要配角
- 莉莉絲的護身法寶

一隻藍眼睛的白色烏鴉/烏鴉，幾乎總是出現在她的手杖頂部。
- Hawksley

格溫多林的鷹型護身法寶。
- 可洛芙(Clover)

薇樂在〈護身法寶爭奪戰〉中獲得的蜜蜂護身法寶。她符合薇樂「溫柔但堅韌」的性格。
- Emmiline Bailey Marcostimo

賈斯在〈護身法寶爭奪戰〉中獲得的藍色變色龍護身法寶。他滿足了賈斯的願望—成為人類領域的大使，並與長頸鹿重新建立聯繫，一種伊丹之前提到源自於他們世界的地球動物。
- Frewin

邦普的小紅魔護身法寶。他通常坐在邦普的頭上和眼睛上方以幫助他看清東西。
- 瑪雅(Maya)

芭莎在〈護身法寶爭奪戰〉中獲得的螃蟹護身法寶。她與她的競爭精神相匹配。
- 文妮的護身法寶

文妮在〈護身法寶爭奪戰〉中獲得的蝎型護身法寶。他回答她想為神話寵物開設獸醫診所的願望。
- 酥餅(Flapjack)

杭特的主要護身法寶，在〈護身法寶爭奪戰〉中登場。他是一隻獨眼的小紅寡婦鳥，最初在露絲與杭特的冒險中的大部分時間都緊緊抓住他。在杭特冒著失去工作的危險去救他之後，他選擇了他作為自己的主人，這讓杭特很困惑。他最終在〈日食湖〉中擁抱了他。在〈魔王救星〉中透露，他原本屬於菲利普·維特班的兄弟迦勒。在〈感恩有你們〉中，他被霸羅斯附體的杭特打成致命傷，在霸羅斯離開杭特的身體撤退到魔界後，酥餅犧牲了自己的生命來救活他。
- 鬆餅(Flapjack)

杭特的新護身法寶，在〈怪奇魔界的救星〉的片尾字幕場景登場。
- 鬼鬼(Ghost)

雅蜜蒂的貓咪護身法寶。她是根據泰瑞斯現實生活中的同名貓改編的。
- Stringbean

露絲的護身法寶，最初被雕刻成一個簡單的雞蛋，目的是讓護身法寶選擇它想要的形狀。它在幾集中仍未孵化且未命名。在〈為美好未來而戰〉中，它響應了露絲的認識，即她最深的願望是被理解，並孵化為「蛇移者」的形式。

#### 其他
- 火爆獄長(Warden Wrath)

參見反派角色
- 魔頓(Morton)

配音：夏儂·麥坎(Shannon Mckain)（美國）；李世揚（台灣）
頭上戴著一頂外型類似漏斗的帽子，在駭骨鎮上的靈藥商人，伊丹向來都跟他購買可以壓制詛咒的靈藥。對自己的靈藥工作相當認真投入，曾經熬夜測試新藥、以至於沒有可以壓制伊丹詛咒的靈藥，因而推薦伊丹去夜市找格林漢姆買藥。曾經是海克賽學生，在學期間修習靈藥學。在大結局看起來除了長鬍子之外沒什麼變老，有出席露絲的成人禮。
- 布拉斯(Braxas)

配音：凱文·洛卡羅(Kevin Locarro)（美國）
一個年輕的雙足惡魔，有一張大嘴，沒有眼睛，聲音低沉，是邦斯普洛圖書館的訪客。後來揭露他是火爆獄長的兒子。
- 凱特雅(Katya)

配音：格蕾·德萊爾（美國）；傅其慧（台灣）
吟遊詩人女巫，法器是鈴鼓，因為喜歡寫蔬菜墜入愛河的同人小說而被關進順從塔。
於第二季第七集〈伊丹安魂曲〉以義蝠隊成員再登場，之後在〈泰坦在何方〉一集中也是戰貓會的成員。
- 安珀(Amber)

配音：卡里·瓦爾格倫（美國）；楊詩穎（台灣）
貓貓嘴、有一對大耳朵、膚色偏紫、白色長髮的的吟遊詩人女巫，法器是長笛。於第二季第七集〈伊丹安魂曲〉登場的義蝠隊成員，之後也是戰貓會的成員。一開始不太喜歡伊丹加入，不過在見識伊丹的威力後對其感到佩服，稱其為「伊丹媽咪」，她顯然沒有意識到伊丹說的不是字面意思。
- 得文(Derwin)

配音：澤諾·羅賓遜（美國）；鈕凱暘（台灣）
戴眼鏡、黑色頭髮、膚色較深的吟遊詩人巫師，法器是低音管。於第二季第七集〈伊丹安魂曲〉登場的義蝠隊成員，似乎與凱特雅關係密切。之後也是戰貓會的成員。
- 泰尼啦·諾薩(Tinella Nosa)

配音：達娜·泰瑞斯（美國）；楊詩穎（台灣）
常設背景角色，一個橙色頭髮大鼻子的白色小惡魔，陰謀論者，並對破壞有所渴望，因此被關進感化改造順從塔，常駐背景角色。曾經參與格林姆的詐欺計畫、偽裝成《好女巫阿蘇拉》的作者，也揭露她的名字，並讓露絲感到驚訝到說出：「原來她是個有名字的角色？」，不過在第一季時確實曾經一度成為知名暢銷作家
創作靈感來自達娜·泰瑞斯的自畫像，並由其親自配音。
- Snaggleback

配音：阿林·漢森（美國）
一隻類似粉紅色的猴子的生物，有尖刺的外殼，在別人面前很緊張和害羞。魔王以為他是一個兇猛的怪物，但當他親眼見到他時，魔王得知了真相，不得不在他的惡魔書中重寫了關於他的事實。他有時會參加社交活動，例如為Grom舞會扮演迪斯可舞會球的角色。
- 惡魔獵人(Demon Hunters)

參見反派角色
- 格林姆·阿姆(Grimmhammer)

參見反派角色
- 培利·波特(Perry Potter)

配音：加里·安東尼·威廉姆斯（美國）；梁興昌（台灣）
賈斯的父親，在BBN-HXN擔任記者，常常可以看到他在播報新聞。
- 吉爾伯及哈維·帕克(Gilbert and Harvey Park)

配音：馬特·查普曼及埃里克·鮑扎（美國）；鈕凱暘及梁興昌（台灣）
無條件愛著女兒的薇樂父親們。哈維皮膚黝黑，似乎對她保護過度，亦對她抱持著很高的期望。吉爾伯特膚色較淺，比較隨和，並且很了解薇樂的冒險經歷。
- 讓-盧克(Jean-Luc)

一種奇怪的無定形生物，駐紮在伊丹發現魔王的塔樓裡。起初他被認為是敵對的，但後來發現他是為了一個未知的目的而保護魔王。他只在塔內活躍，在塔外則不活動。
- 瑪帕斯(Malphas)

配音：弗瑞德·塔塔薛瑞（美國）；梁興昌（台灣）
雅蜜蒂在邦斯普洛圖書館的老闆。他外表冷酷、令人生畏，但實際上是一個非常腳踏實地、實事求是、關心自己工作的人。他的名字和外表的靈感來自於萬魔殿中的同名惡魔。
- 芙蘿拉·戴絲·普洛拉(Flora D'splora)

配音：艾琳·加林多（美國）；楊詩穎（台灣）
一位“壞女孩歷史學家”，也是莉莉絲在大帝巫會時的前導師。她的名字和外表參考了“愛探險的朵拉”。
- 阿海船長(Captain Salty)

配音：史蒂夫·布魯姆（美國）
大帝巫會秘密擁有的一艘船的。後來提到，阿海船長的船員在其他地方就業。
- 高達魔石守護者

配音：克里斯多福·斯溫德爾(Christopher Swindle)（美國）；李世揚（台灣）
高達魔石的古怪守護者，在前臂森林的幻視寂靜廢墟長期看守著高達魔石。總是用幻術掩飾自己、嚇跑試圖奪走高達魔石的闖入者，實際上是一個蒼白佝僂的老人。他看到了賈斯有巨大潛力。及後，馬托洛穆勒說他「絕對是個鬼魂」。大結局顯示其在野魔法大學教導幻術。
- 歡樂警察

遊樂園的警察，成功逮捕伊丹並逼其在遊樂園打工以還債。